# Втрати російської авіації під час вторгнення в Україну
360
Станом на серпень 2025 року зафіксовано 360 втрачених літаків та гелікоптерів, що належали російським силовим відомствам та терористичним організаціям (у тому числі за межами території бойових дій).

З них: літаків — 189, гелікоптерів — 170, тип не встановлено — 1

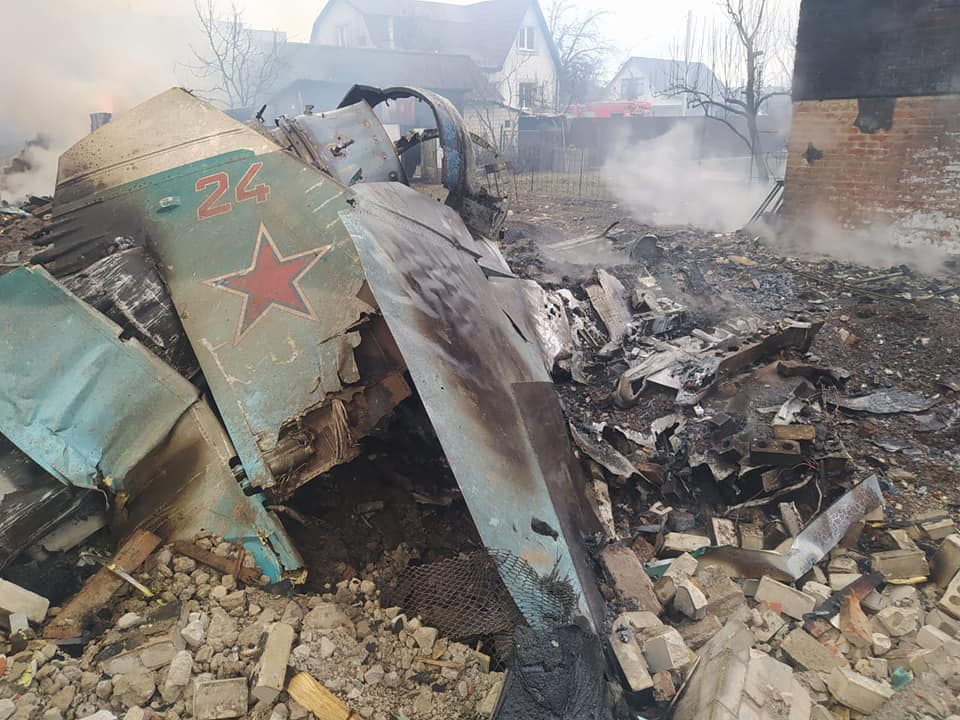
збитий Су-34 5 березня в Чернігові
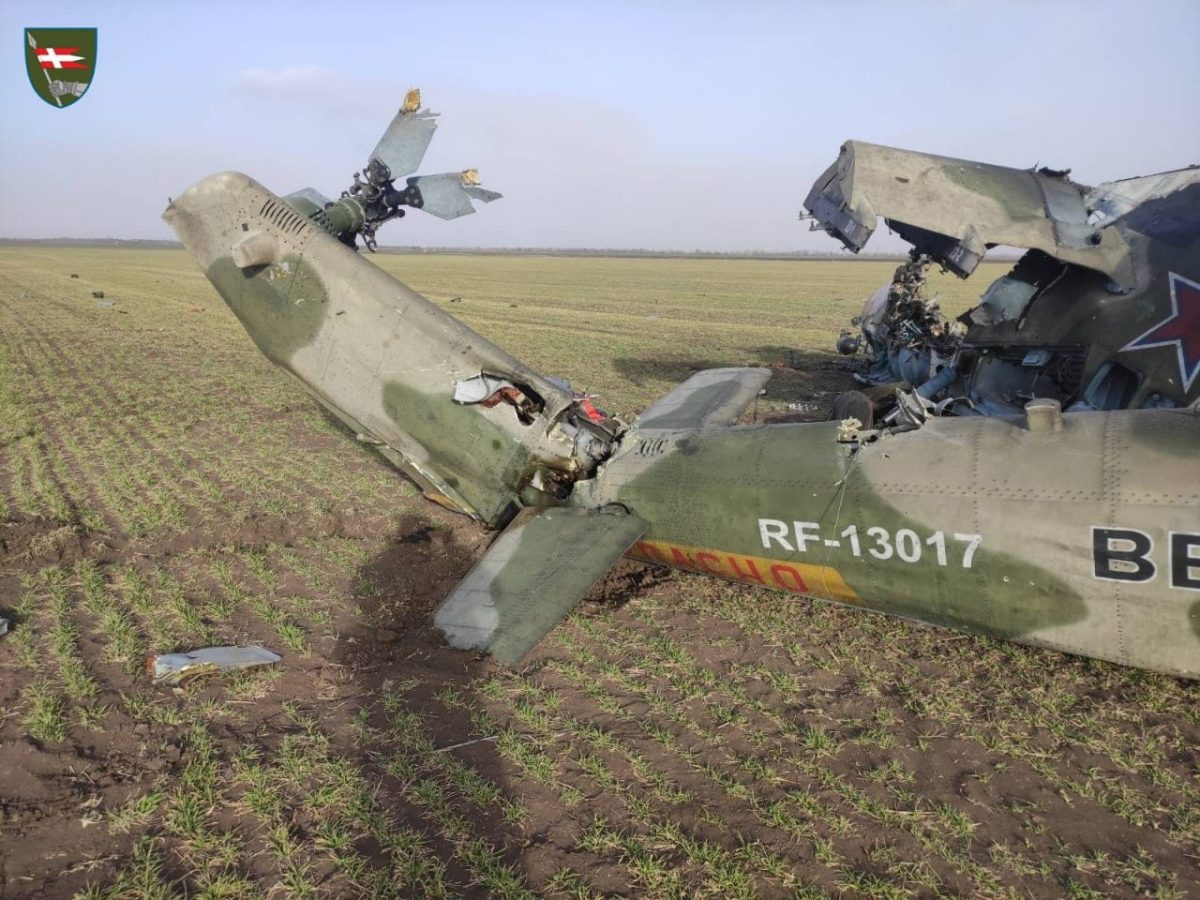
збитий Мі-35М на Миколаївщині
- ураження Ка-52 із ПТРК Стугна-П
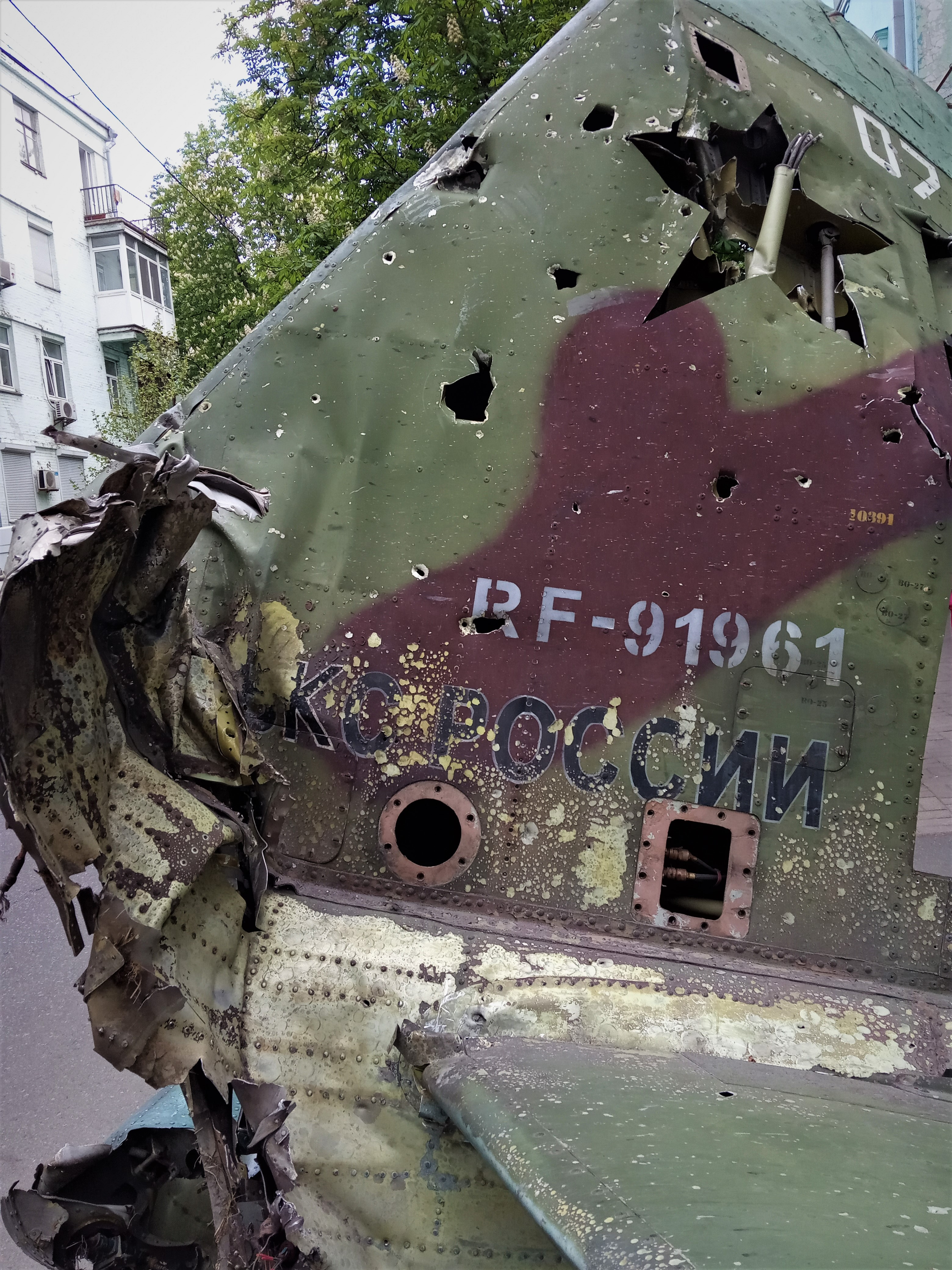
уламок російського Су-25
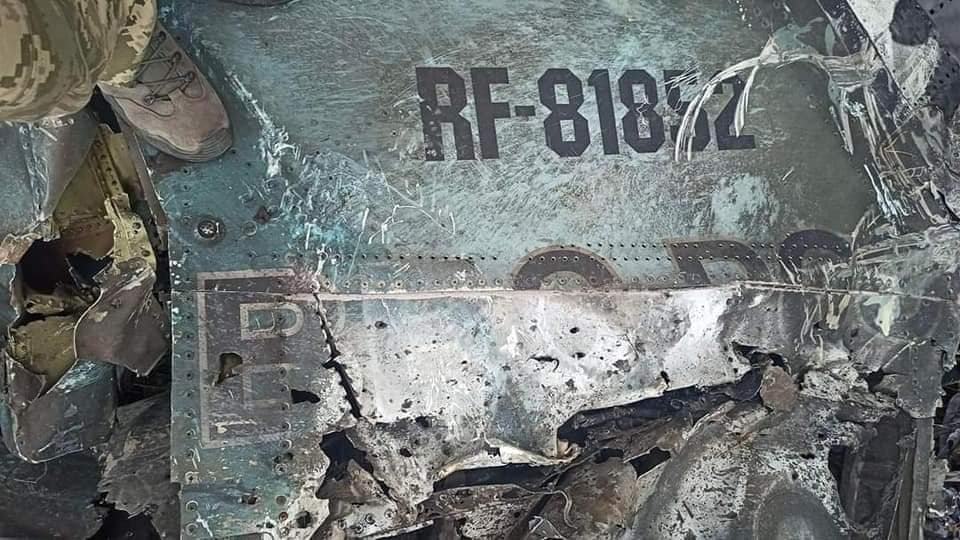
уламок російського Су-25 під час боїв за Лиман
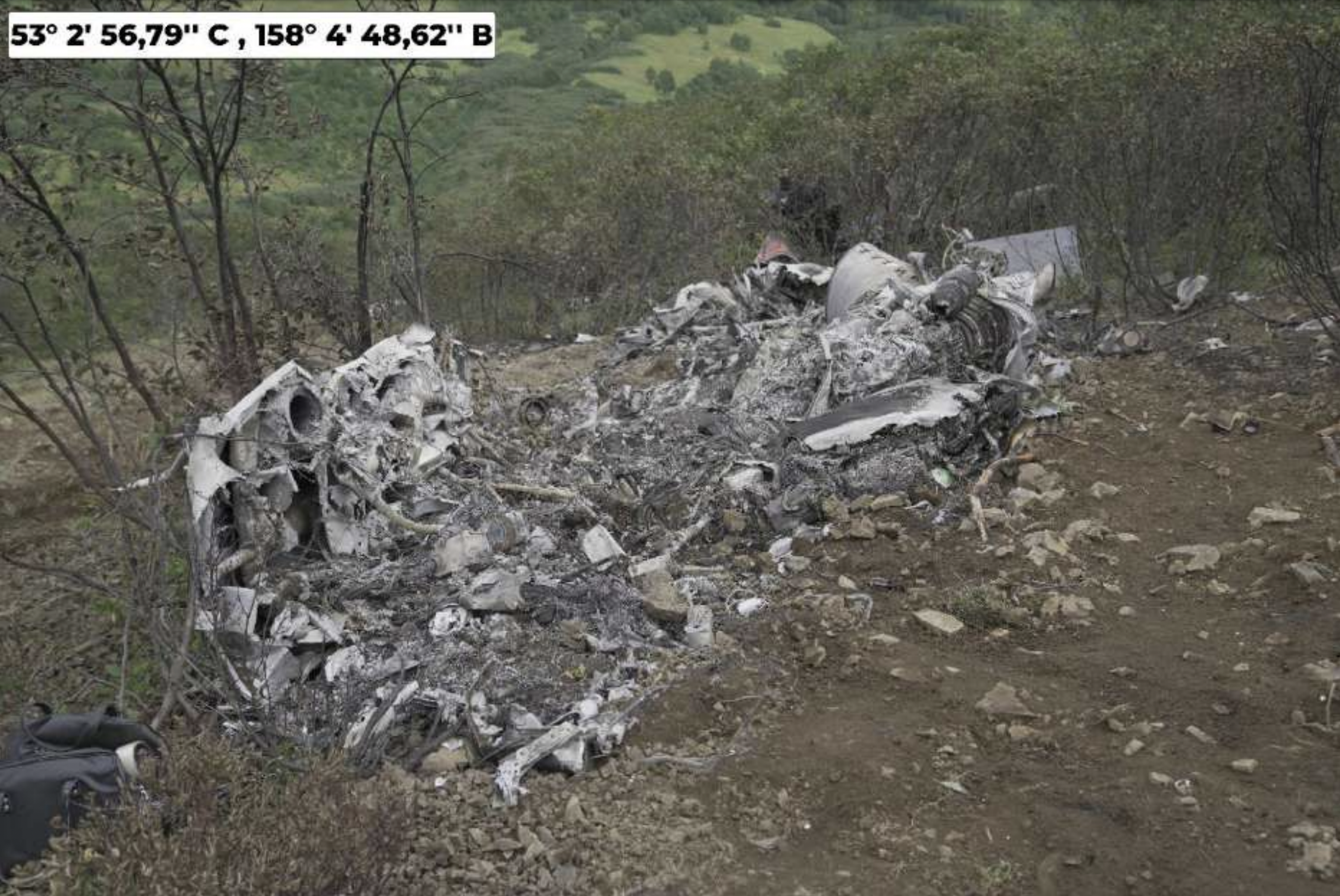
обгорілі уламки російського Мі-8

## Загальний перелік
Нижче наведено загальний перелік підтверджених знищених одиниць авіації у хронологічній послідовності:
| #   | дата       | тип і номер           | місце                                       | на борту | загиблі | полонені | подробиці |
| --- | ---------- | --------------------- | ------------------------------------------- | -------- | ------- | -------- | --- |
| 1   | 24.02.2022 | Ан-26, RF-36074       | Воронезька область                          | 9+       | 9+      | —        | обставини падіння невідомі, втрата зафіксована російською стороною                                                              |
| 2   | 24.02.2022 | Су-25                 | Воронезька область                          | 1        | 1       | —        | обставини падіння невідомі, втрата зафіксована російською стороною                                                              |
| 3   | 24.02.2022 | Ка-52                 | Гостомель, Київська область                 | 2        | —       | —        | жорстка посадка у полі із незначними пошкодженнями                                                                              |
| 4   | 24.02.2022 | Ка-52, RF-91122       | Гостомель, Київська область                 | —        | —       | —        | знищений 24 лютого 2022 на аеродромі «Гостомель»                                                                                |
| 5   | 24.02.2022 | Мі-24/Мі-35, RF-13024 | Гостомель, Київська область                 | 3        | 3       | —        | обставини падіння не встановлені, ідентифіковано по загиблому екіпажу                                                           |
| 6   | 24.02.2022 | Мі-24П, RF-95290      | Київська область                            | 2        | 1       | —        | збитий в ході бойових дій |
| 7   | 25.02.2022 | Су-30СМ               | Міллєрово, Ростовська область               | —        | 1       | —        | знищений ракетним ударом на аеродромі                                                                                           |
| 8   | 25.02.2022 | Мі-28, RF-13668       | Гостомель, Київська область                 | —        | —       | —        | знищений в ході боїв за аеродром «Гостомель»                                                                                    |
| 9   | 26.02.2022 | Мі-35М                | Саги, Херсонська область                    | —        | —       | —        | збитий з ПЗРК FIM-92 Stinger |
| 10  | 01.03.2022 | Ка-52, RF-90304       | Бабинці, Київська область                   | —        | —       | —        | збитий в бою |
| 11  | 01.03.2022 | Мі-24                 | Київська область                            | —        | —       | —        | гелікоптер збитий над Київським водосховищем                                                                                    |
| 12  | 01.03.2022 | Су-25                 | не встановлено                              | 1        | 0       | —        | обставини падіння не встановлені, ідентифіковано по загиблому пілоту                                                            |
| 13  | 02.03.2022 | Су-34                 | Харківська область                          | —        | —       | —        | уламки двох Су-34 на Київщині та Харківщині були оприлюднені 2 березня 2022                                                     |
| 14  | 02.03.2022 | Су-34                 | Київська область                            | —        | —       | —        | уламки двох Су-34 на Київщині та Харківщині були оприлюднені 2 березня 2022                                                     |
| 15  | 02.03.2022 | Су-25СМ, RF-91961     | Вишеград, Київська область                  | 1        | 1       | —        | збитий в бою |
| 16  | 03.03.2022 | Су-34                 | Волноваха, Донецька область                 | 2        | —       | —        | збитий в бою |
| 17  | 03.03.2022 | Су-34                 | Бородянка, Київська область                 | —        | —       | —        | збитий в бою, уламки знайдені 7 квітня 2022                                                                                     |
| 18  | 03.03.2022 | Мі-28                 | не встановлено                              | 2        | 2       | —        | збитий в бою |
| 19  | 04.03.2022 | Мі-8АМТШ, RF-91292    | Макарів, Київська область                   | —        | 3+      | —        | збитий у ході бойових дій |
| 20  | 04.03.2022 | Су-25СМ3, RF-93026    | Волноваха, Донецька область                 | 1        | 1       | —        | збитий в бою |
| 21  | 04.03.2022 | Су-25СМ, RF-91958     | Бучанський р-н, Київська область            | 1        | 1       | —        | збитий в бою |
| 22  | 04.03.2022 | Мі-8, RF-04525        | Волноваха, Донецька область                 | 11       | 9       | 2        | збитий в бою |
| 23  | 05.03.2022 | Су-34, RF-81879       | Чернігів                                    | 2        | 1       | 1        | збитий в бою |
| 24  | 05.03.2022 | Мі-24П, RF-94966      | Вознесенськ, Миколаївська область           | —        | —       | —        | збитий в бою 2 березня 2022 |
| 25  | 05.03.2022 | Мі-35М, RF-13017      | Миколаївська область                        | 2        | 2       | —        | збитий в бою |
| 26  | 05.03.2022 | Мі-8АМТШ, RF-91165    | Миколаївська область                        | 3        | 3       | —        | збитий в бою |
| 27  | 05.03.2022 | Мі-24П, RF-95286      | Київська область                            | 2        | 2       | —        | збитий в бою |
| 28  | 05.03.2022 | Су-30СМ               | Миколаївська область                        | 2        | —       | 2        | збитий в бою |
| 29  | 06.03.2022 | Су-34, RF-95070       | Харків                                      | 2        | 1       | —        | збитий в бою |
| 30  | 06.03.2022 | Мі-8                  | Нова Каховка, Херсонська область            | 17+      | 17      | —        | згідно публікацій у рос. ЗМІ було виявлено збитий Мі-8                                                                          |
| 31  | 07.03.2022 | Су-25, RF-90969       | Бучанський р-н, Київська область            | 1        | 1       | —        | не встановлено |
| 32  | 08.03.2022 | Ка-52                 | Ростовська область                          | 2        | 2       | —        | гелікоптер зазнав аварії в Зерноградському районі Ростовської області                                                           |
| 33  | 10.03.2022 | Су-25СМ, RF-91969     | Бехи, Житомирська область                   | 1        | 1       | —        | збитий з ПЗРК |
| 34  | 10.03.2022 | Су-34                 | Лунинець, Берестейська область              | 2        | 0       | —        | збитий в бою |
| 35  | 11.03.2022 | Мі-8МТВ-5, RF-24764   | Валуйки, Бєлгородська область               | —        | —       | —        | невдала посадка |
| 36  | 12.03.2022 | Ка-52, RF-13409       | Скадовськ, Херсонська область               | 2        | 1       | —        | збитий в бою |
| 37  | 13.03.2022 | Су-30СМ, RF-81733     | Ізюм, Харківська область                    | —        | —       | —        | збитий в бою |
| 38  | 15.03.2022 | Ка-52                 | Чорнобаївка, Херсонська область             | —        | —       | —        | щонайменше 13 гелікоптерів було знищено від ракетних та артилерійських атак ЗСУ по аеропорту «Херсон» 7 та 15 березня 2022 року |
| 39  | 15.03.2022 | Ка-52                 | Чорнобаївка, Херсонська область             | —        | —       | —        | щонайменше 13 гелікоптерів було знищено від ракетних та артилерійських атак ЗСУ по аеропорту «Херсон» 7 та 15 березня 2022 року |
| 40  | 15.03.2022 | Мі-8                  | Чорнобаївка, Херсонська область             | —        | —       | —        | щонайменше 13 гелікоптерів було знищено від ракетних та артилерійських атак ЗСУ по аеропорту «Херсон» 7 та 15 березня 2022 року |
| 41  | 15.03.2022 | Мі-8                  | Чорнобаївка, Херсонська область             | —        | —       | —        | щонайменше 13 гелікоптерів було знищено від ракетних та артилерійських атак ЗСУ по аеропорту «Херсон» 7 та 15 березня 2022 року |
| 42  | 15.03.2022 | Мі-28                 | Чорнобаївка, Херсонська область             | —        | —       | —        | щонайменше 13 гелікоптерів було знищено від ракетних та артилерійських атак ЗСУ по аеропорту «Херсон» 7 та 15 березня 2022 року |
| 43  | 15.03.2022 | гелікоптер            | Чорнобаївка, Херсонська область             | —        | —       | —        | щонайменше 13 гелікоптерів було знищено від ракетних та артилерійських атак ЗСУ по аеропорту «Херсон» 7 та 15 березня 2022 року |
| 44  | 15.03.2022 | гелікоптер            | Чорнобаївка, Херсонська область             | —        | —       | —        | щонайменше 13 гелікоптерів було знищено від ракетних та артилерійських атак ЗСУ по аеропорту «Херсон» 7 та 15 березня 2022 року |
| 45  | 15.03.2022 | гелікоптер            | Чорнобаївка, Херсонська область             | —        | —       | —        | щонайменше 13 гелікоптерів було знищено від ракетних та артилерійських атак ЗСУ по аеропорту «Херсон» 7 та 15 березня 2022 року |
| 46  | 15.03.2022 | гелікоптер            | Чорнобаївка, Херсонська область             | —        | —       | —        | щонайменше 13 гелікоптерів було знищено від ракетних та артилерійських атак ЗСУ по аеропорту «Херсон» 7 та 15 березня 2022 року |
| 47  | 15.03.2022 | гелікоптер            | Чорнобаївка, Херсонська область             | —        | —       | —        | щонайменше 13 гелікоптерів було знищено від ракетних та артилерійських атак ЗСУ по аеропорту «Херсон» 7 та 15 березня 2022 року |
| 48  | 15.03.2022 | гелікоптер            | Чорнобаївка, Херсонська область             | —        | —       | —        | щонайменше 13 гелікоптерів було знищено від ракетних та артилерійських атак ЗСУ по аеропорту «Херсон» 7 та 15 березня 2022 року |
| 49  | 15.03.2022 | гелікоптер            | Чорнобаївка, Херсонська область             | —        | —       | —        | щонайменше 13 гелікоптерів було знищено від ракетних та артилерійських атак ЗСУ по аеропорту «Херсон» 7 та 15 березня 2022 року |
| 50  | 15.03.2022 | гелікоптер            | Чорнобаївка, Херсонська область             | —        | —       | —        | щонайменше 13 гелікоптерів було знищено від ракетних та артилерійських атак ЗСУ по аеропорту «Херсон» 7 та 15 березня 2022 року |
| 51  | 15.03.2022 | Су-30СМ, RF-81773     | Харківська область                          | 2        | 2       | —        | збитий розрахунком ЗРК Бук |
| 52  | 16.03.2022 | Ка-52, RF-13411       | Миколаївська область                        | 1        | 1       | —        | збитий з землі |
| 53  | 16.03.2022 | Су-34, RF-95010       | не встановлено                              | —        | —       | —        | збитий з землі |
| 54  | 16.03.2022 | Су-30                 | не встановлено                              | —        | —       | —        | збитий в ході бойових дій |
| 55  | 16.03.2022 | Су-25                 | не встановлено                              | —        | 1       | —        | літак збитий в ході бойових дій                                                                                                 |
| 56  | 17.03.2022 | Мі-35М                | не встановлено                              | —        | —       | —        | збитий в бою раніше, залишки гелікоптера знайдено 17 березня 2022                                                               |
| 57  | 24.03.2022 | Су-35                 | Ізюм, Харківська область                    | 1        | 0       | 1        | збитий в бою, відео опубліковане 28 березня 2022                                                                                |
| 58  | 25.03.2022 | Мі-8                  | Мала Рогань, Харківська область             | —        | —       | —        | підбитий на землі |
| 59  | 29.03.2022 | винищувач             | Ізюм, Харківська область                    | —        | —       | —        | збитий у ході бойових дій |
| 60  | 30.03.2022 | Ка-52                 | Гостомель, Київська область                 | —        | —       | —        | знищений на аеродромі «Гостомель»                                                                                               |
| 61  | 30.03.2022 | Мі-8АМТШ, RF-91882    | Харківська область                          | —        | —       | —        | знищений на землі |
| 62  | 30.03.2022 | Мі-28                 | Луганська область                           | —        | —       | —        | збитий з землі |
| 63  | 02.04.2022 | Мі-8АМТШ, RF-91285    | Гостомель, Київська область                 | —        | —       | —        | знищений на аеродромі «Гостомель»                                                                                               |
| 64  | 03.04.2022 | Су-35C                | Ізюм, Харківська область                    | 1        | 0       | 1        | збитий з землі |
| 65  | 04.04.2022 | Мі-8                  | Зябровка, Берестейська область              | ?        | 2       | —        | збитий у ході бойових дій |
| 66  | 05.04.2022 | Ка-52                 | не встановлено                              | 1+       | —       | —        | збитий із ПТРК Стугна-П |
| 67  | 08.04.2022 | МіГ-31                | Ленінградська область                       | —        | —       | —        | винищувач МіГ-31 зазнав аварії в Ленінградській області                                                                         |
| 68  | 14.04.2022 | Су-34, RF-93823       | не встановлено                              | —        | —       | —        | збитий раніше, фото оприлюднені 14 квітня 2022                                                                                  |
| 69  | 15.04.2022 | Мі-8                  | Саратовська область                         | —        | 0       | —        | не встановлено |
| 70  | 15.04.2022 | Ка-52, RF-13441       | Гусарівка, Харківська область               | 2        | 2       | —        | збитий з землі |
| 71  | 17.04.2022 | Мі-8                  | Не встановлено                              | —        | —       | —        | збитий в бою |
| 72  | 21.04.2022 | Су-34, RF-95004       | Ізюм, Харківська область                    | 2        | —       | —        | збитий в бою |
| 73  | 21.04.2022 | Мі-8                  | Малинівка, Запорізька область               | —        | —       | —        | збитий з ПЗРК Ігла |
| 74  | 21.04.2022 | Ка-52                 | Малинівка, Запорізька область               | 2        | 1+      | —        | збитий з ПЗРК Ігла |
| 75  | 22.04.2022 | Су-34, RF-95808       | Ізюм, Харківська область                    | 2        | —       | —        | збитий в 22 квітня, 13 серпня 2022 знайдено уламки                                                                              |
| 76  | 24.04.2022 | Мі-28                 | Нью-Йорк, Донецька область                  | —        | —       | —        | збитий з землі |
| 77  | 26.04.2022 | Су-34, RF-95858       | Запорізька область                          | —        | —       | —        | уламки знайдено 2 квітня 2022                                                                                                   |
| 78  | 28.04.2022 | Ансат-У               | Саратовська область                         | —        | 2       | —        | знищено щонайменше один гелікоптер                                                                                              |
| 79  | 30.04.2022 | Ка-52                 | не встановлено                              | —        | —       | —        | збитий із ПТРК Стугна-П |
| 80  | 04.05.2022 | Мі-35М                | Вишгород, Київська область                  | —        | —       | —        | раніше збитий гелікоптер піднятий з дна Київського водосховища 4 травня 2022                                                    |
| 81  | 06.05.2022 | Мі-24/Мі-35М          | Харківська область                          | —        | —       | —        | рештки гелікоптера опубліковано 6 травня 2022                                                                                   |
| 82  | 08.05.2022 | Мі-8АМТШ, RF-91187    | острів Зміїний, Одеська область             | 5+       | —       | —        | знищений від удару БпЛА Байрактар                                                                                               |
| 83  | 09.05.2022 | Мі-28, RF-13654       | Харківська область                          | —        | —       | —        | збитий в бою |
| 84  | 11.05.2022 | Мі-24                 | Харківська область                          | —        | —       | —        | знищений силами 80-ї ОДШБр |
| 85  | 11.05.2022 | Ка-52                 | Харківська область                          | 2        | 1       | —        | збитий з ПЗРК Piorun |
| 86  | 12.05.2022 | Су-25                 | Попасна, Луганська область                  | 1        | 1       | —        | збитий в бою |
| 87  | 16.05.2022 | Мі-28H, RF-13628      | Елітне, Харківська область                  | —        | —       | —        | збитий в бою |
| 88  | 18.05.2022 | Су-34, RF-95846       | Харківська область                          | 2        | 1       | —        | збитий в бою |
| 89  | 19.05.2022 | Ка-52, RF-13428       | Липці, Харківська область                   | —        | —       | —        | збитий з ПЗРК FIM-92 Stinger |
| 90  | 22.05.2022 | Су-25                 | не встановлено                              | —        | —       | —        | збитий з ПЗРК Ігла |
| 91  | 27.05.2022 | Ка-52                 | не встановлено                              | —        | —       | —        | збитий з ПЗРК Piorun |
| 92  | 30.05.2022 | Мі-35МС               | Херсонська область                          | —        | —       | —        | збитий в бою |
| 93  | 01.06.2022 | Су-25, RF-93027       | Київська область                            | —        | —       | —        | збитий на початку війни, уламки знайдено 1 червня 2022                                                                          |
| 94  | 04.06.2022 | Мі-35М                | Київська область                            | —        | 2       | —        | раніше збитий гелікоптер піднятий з дна Київського водосховища 4 червня 2022                                                    |
| 95  | 04.06.2022 | Ка-52                 | Попасна, Луганська область                  | —        | 2       | —        | гелікоптер збитий у ході бойових дій                                                                                            |
| 96  | 09.06.2022 | Мі-35М                | Київська область                            | —        | —       | —        | раніше збитий гелікоптер піднятий з дна Дніпра 9 червня 2022                                                                    |
| 97  | 13.06.2022 | Мі-28Н                | не встановлено                              | 2        | 2       | —        | раніше збитий гелікоптер був виявлений 13 червня 2022                                                                           |
| 98  | 16.06.2022 | Су-25                 | Київська область                            | —        | —       | —        | 16 червня 2022 з'явилися фото не публікованих раніше уламків Су-25                                                              |
| 99  | 16.06.2022 | Мі-35М                | Рівнопіль, Донецька область                 | —        | —       | —        | збитий із ПЗРК на сході України                                                                                                 |
| 100 | 17.06.2022 | Су-25                 | Корочанський р-н, Бєлгородська область      | —        | —       | —        | розбився внаслідок зіткнення із ЛЕП                                                                                             |
| 101 | 18.06.2022 | Су-25                 | Світлодарськ, Донецька область              | 1        | 0       | 1        | збитий з ПЗРК Ігла |
| 102 | 21.06.2022 | Су-25, RF-90958       | Гусєв, Ростовська область                   | 1        | 1       | —        | зачепив опору ЛЕП |
| 103 | 24.06.2022 | Іл-76                 | Рязанська область                           | 9        | 5       | —        | не встановлено |
| 104 | 27.06.2022 | Ка-52                 | не встановлено                              | —        | —       | —        | зафіксоване ураження ворожого Ка-52 із ПЗРК Martlet                                                                             |
| 105 | 28.06.2022 | Мі-8МТВ-5             | Запорізька область                          | 7+       | 7       | —        | збитий в ході бойових дій |
| 106 | 30.06.2022 | Мі-8АМТШ              | не встановлено                              | 3+       | 3+      | —        | зафіксовано ліквідованих членів екіпажу гелікоптера 30 червня 2022                                                              |
| 107 | 12.07.2022 | Ка-52                 | Кадіївка, Луганська область                 | 2        | 2       | —        | не встановлено |
| 108 | 18.07.2022 | Су-34М                | Алчевськ, Луганська область                 | —        | —       | —        | помилково збитий російською ППО                                                                                                 |
| 109 | 18.07.2022 | Мі-8                  | Ленінградська область                       | —        | 0       | —        | технічна несправність |
| 110 | 19.07.2022 | Су-35                 | Херсонська область                          | —        | —       | —        | збитий у ході бойових дій |
| 111 | 29.07.2022 | Су-25                 | Донецька область                            | —        | —       | —        | збитий у ході бойових дій |
| 112 | 30.07.2022 | Мі-8                  | острів Зміїний, Одеська область             | —        | 1+      | —        | про загибель членів екіпажу стало відомо з російських некрологів                                                                |
| 113 | 09.08.2022 | Су-24М/Су-24МР        | Новофедорівка, АР Крим                      | —        | —       | —        | щонайменше 5 Су-24М/Су-24МР та 5 Су-30СМ були знищені внаслідок удару ЗСУ по аеродрому Новофедорівка 9 серпня 2022              |
| 114 | 09.08.2022 | Су-24М/Су-24МР        | Новофедорівка, АР Крим                      | —        | —       | —        | щонайменше 5 Су-24М/Су-24МР та 5 Су-30СМ були знищені внаслідок удару ЗСУ по аеродрому Новофедорівка 9 серпня 2022              |
| 115 | 09.08.2022 | Су-24М/Су-24МР        | Новофедорівка, АР Крим                      | —        | —       | —        | щонайменше 5 Су-24М/Су-24МР та 5 Су-30СМ були знищені внаслідок удару ЗСУ по аеродрому Новофедорівка 9 серпня 2022              |
| 116 | 09.08.2022 | Су-24М/Су-24МР        | Новофедорівка, АР Крим                      | —        | —       | —        | щонайменше 5 Су-24М/Су-24МР та 5 Су-30СМ були знищені внаслідок удару ЗСУ по аеродрому Новофедорівка 9 серпня 2022              |
| 117 | 09.08.2022 | Су-24М/Су-24МР        | Новофедорівка, АР Крим                      | —        | —       | —        | щонайменше 5 Су-24М/Су-24МР та 5 Су-30СМ були знищені внаслідок удару ЗСУ по аеродрому Новофедорівка 9 серпня 2022              |
| 118 | 09.08.2022 | Су-30СМ               | Новофедорівка, АР Крим                      | —        | —       | —        | щонайменше 5 Су-24М/Су-24МР та 5 Су-30СМ були знищені внаслідок удару ЗСУ по аеродрому Новофедорівка 9 серпня 2022              |
| 119 | 09.08.2022 | Су-30СМ               | Новофедорівка, АР Крим                      | —        | —       | —        | щонайменше 5 Су-24М/Су-24МР та 5 Су-30СМ були знищені внаслідок удару ЗСУ по аеродрому Новофедорівка 9 серпня 2022              |
| 120 | 09.08.2022 | Су-30СМ               | Новофедорівка, АР Крим                      | —        | —       | —        | щонайменше 5 Су-24М/Су-24МР та 5 Су-30СМ були знищені внаслідок удару ЗСУ по аеродрому Новофедорівка 9 серпня 2022              |
| 121 | 09.08.2022 | Су-30СМ               | Новофедорівка, АР Крим                      | —        | —       | —        | щонайменше 5 Су-24М/Су-24МР та 5 Су-30СМ були знищені внаслідок удару ЗСУ по аеродрому Новофедорівка 9 серпня 2022              |
| 122 | 09.08.2022 | Су-30СМ               | Новофедорівка, АР Крим                      | —        | —       | —        | щонайменше 5 Су-24М/Су-24МР та 5 Су-30СМ були знищені внаслідок удару ЗСУ по аеродрому Новофедорівка 9 серпня 2022              |
| 123 | 15.08.2022 | Ка-52                 | Донецька область                            | —        | —       | —        | збито з землі |
| 124 | 21.08.2022 | Су-25                 | Донецька область                            | —        | —       | —        | збито з ПЗРК Ігла |
| 125 | 28.08.2022 | Мі-24                 | не встановлено                              | —        | —       | —        | рештки раніше збитого Мі-24 був виявлені 28 серпня 2022                                                                         |
| 126 | 07.09.2022 | Су-30СМ               | Волохів Яр, Харківська область              | —        | —       | —        | збитий з ПЗРК |
| 127 | 09.09.2022 | Су-25                 | АР Крим                                     | —        | 1       | —        | розбився внаслідок технічної несправності                                                                                       |
| 128 | 11.09.2022 | Су-25, RF-95134       | Харківська область                          | —        | —       | —        | уламки знайдені 11 вересня 2022                                                                                                 |
| 129 | 11.09.2022 | Су-34, RF-95004       | Харківська область                          | —        | —       | —        | уламки знайдені 11 вересня 2022                                                                                                 |
| 130 | 11.09.2022 | Су-34                 | АР Крим                                     | —        | —       | —        | помилково збитий російською ППО                                                                                                 |
| 131 | 12.09.2022 | Су-30СМ, RF-81773     | Ізюмський р-н, Харківська область           | —        | —       | —        | уламки знайдені 12 вересня 2022                                                                                                 |
| 132 | 17.09.2022 | Ка-52                 | Донецька область                            | 2        | 2       | —        | збитий з землі зенітною ракетою                                                                                                 |
| 133 | 22.09.2022 | Ка-52                 | Запорізька область                          | —        | —       | —        | збитий з ПЗРК Ігла |
| 134 | 25.09.2022 | Су-34, RF-95005       | Харківська область                          | —        | —       | —        | збиті в бойових діях українськими військовими                                                                                   |
| 135 | 25.09.2022 | Су-34                 | Харківська область                          | —        | —       | —        | збиті в бойових діях українськими військовими                                                                                   |
| 136 | 26.09.2022 | Мі-8                  | Херсонська область                          | —        | —       | —        | впав на землю за нез'ясованих обставин                                                                                          |
| 137 | 01.10.2022 | Ка-52                 | Запорізька область                          | 2        | 1+      | —        | збитий з ПЗРК |
| 138 | 01.10.2022 | Ка-52                 | Запорізька область                          | 2        | 1+      | —        | збитий з ПЗРК |
| 139 | 01.10.2022 | МіГ-31                | Севастополь                                 | 2        | 1       | —        | розбився внаслідок виїзду за межі злітної смуги                                                                                 |
| 140 | 02.10.2022 | Су-34, RF-81852       | Лиман, Донецька область                     | —        | —       | —        | уламки були виявлені 2 жовтня 2022                                                                                              |
| 141 | 02.10.2022 | Ка-52, RF-90393       | Біляївка, Херсонська область                | 2        | 2       | —        | знищений у ході бойових дій |
| 142 | 09.10.2022 | Су-24                 | Ростовська область                          | —        | —       | —        | не встановлено |
| 143 | 09.10.2022 | Су-25                 | Ростовська область                          | —        | —       | —        | не встановлено |
| 144 | 12.10.2022 | Ка-52                 | Херсонська область                          | 2        | 1+      | —        | не встановлено |
| 145 | 17.10.2022 | Су-34, RF-81726       | Єйськ, Краснодарський край                  | 1        | 13      | —        | впав на житловий будинок унаслідок технічної несправності.                                                                      |
| 146 | 19.10.2022 | Ка-52                 | не встановлено                              | —        | —       | —        | збитий 19 жовтня 2022 |
| 147 | 23.10.2022 | Су-30СМ               | Іркутськ                                    | 2        | 2       | —        | впав на житловий будинок унаслідок технічної несправності                                                                       |
| 148 | 31.10.2022 | Ка-52                 | Псковська область                           | —        | —       | —        | знищені в результаті вибуху |
| 149 | 31.10.2022 | Ка-52                 | Псковська область                           | —        | —       | —        | знищені в результаті вибуху |
| 150 | 31.10.2022 | Мі-8МТКО, RF-93526    | Бахмутський р-н, Донецька область           | 2        | 2       | —        | збитий з ПЗРК |
| 151 | 03.11.2022 | винищувач             | Бахмут, Донецька область                    | —        | —       | —        | збитий у ході бойових дій |
| 152 | 02.12.2022 | Су-24М, RF-93798      | Бахмутський р-н, Донецька область           | 2        | 2       | —        | 4 грудня 2022 виявлено уламки збитого із ПЗРК літака                                                                            |
| 153 | 02.12.2022 | МіГ-31                | Приморський край                            | 2        | 1       | —        | зазнав аварії відразу після вильоту з авіабази                                                                                  |
| 154 | 04.12.2022 | Ка-52                 | схід України                                | 2        | 2       | —        | збитий із ЗРК С-300 |
| 155 | 04.12.2022 | Су-34                 | Харківська область                          | —        | —       | —        | 4 грудня 2022 виявлено уламки збитого щонайменше декілька місяців назад літака                                                  |
| 156 | 20.12.2022 | Ка-52                 | Запорізька область                          | —        | —       | —        | 20 грудня 2022 з'явилися фото збитого у перших числах грудня гелікоптера                                                        |
| 157 | 24.12.2022 | Ка-52                 | Суханове, Херсонська область                | —        | —       | —        | 24 грудня 2022 з'явилися фото раніше збитого грудня гелікоптера                                                                 |
|     |            |                       |                                             |          |         |          | |
| 158 | —          | Су-25                 | Гостомель, Київська область                 | —        | —       | —        | збитий над Гостомелем у лютому чи березні 2022 року                                                                             |
| 159 | —          | Ка-52                 | Київська область                            | —        | —       | —        | знищений росіянами у березні 2022 аби техніка не потрапила до рук українців                                                     |
| 160 | —          | Су-34                 | Сватівський р-н, Луганська область          | —        | —       | —        | на супутниковому знімку початку жовтня 2022 було знайдено місце катастрофи літака, ймовірно Су-34                               |
| 161 | —          | Су-25, RF-91968       | Херсонська область                          | —        | —       | —        | 22 червня 2024 року були оприлюднені фото раніше збитого штурмовика Су-25, ймовірно у 2022 році на Херсонщині                   |
|     |            |                       |                                             |          |         |          | |
| 162 | 05.01.2023 | Су-25, RF-95152       | Чорнобаївка, Херсонська область             | 1        | 1       | —        | відео із збитим раніше літаком було оприлюднене 7 січня 2023                                                                    |
| 163 | 09.01.2023 | Ка-52, RF-90393       | Херсонська область                          | —        | —       | —        | відео із збитим раніше гелікоптером було оприлюднене 9 січня 2023                                                               |
| 164 | 04.02.2023 | Су-35С                | Херсонська область                          | —        | —       | —        | відео із збитим раніше Су-35С оприлюднене 4 лютого 2023                                                                         |
| 165 | 07.02.2023 | Су-25                 | Бахмут, Донецька область                    | —        | —       | —        | збитий в ході бойових дій |
| 166 | 09.02.2023 | Мі-35М, RF-13010      | Харківська область                          | —        | —       | —        | знищений артилерією 14-ї ОМБр                                                                                                   |
| 167 | 11.02.2023 | Су-25                 | Бахмут, Донецька область                    | —        | —       | —        | збитий в ході бойових дій |
| 168 | 23.02.2023 | Су-25, RF-95143       | Бєлгородська область                        | 1        | 1       | —        | розбився |
| 169 | 26.02.2023 | Су-25                 | не встановлено                              | 1        | 0       | —        | розбився за нез'ясованих обставин                                                                                               |
| 170 | 02.03.2023 | Іл-76МД-90А           | Ульяновськ, Ульяновська область             | —        | 1       | —        | вибухнув під час заводських випробувань                                                                                         |
| 171 | 03.03.2023 | Су-34                 | Єнакієве, Донецька область                  | —        | 1       | —        | збитий у ході бойових дій (інша версія — помилковий вогонь російської ППО)                                                      |
| 172 | 06.03.2023 | Ка-52                 | Вугледар, Донецька область                  | —        | —       | —        | уламки збитого Ка-52 опубліковано 6 березня 2023                                                                                |
| 173 | 10.03.2023 | Су-27                 | Владивосток                                 | —        | —       | —        | літак був підпалений диверсантами на аеродромі                                                                                  |
| 174 | 15.03.2023 | Су-24М/Су-24МР        | Бахмут, Донецька область                    | 2        | 1       | —        | збитий в ході бойових дій |
| 175 | 16.03.2023 | Ка-52                 | Донецька область                            | 2        | 2       | —        | людський фактор або технічна несправність                                                                                       |
| 176 | 19.03.2023 | Ка-52, RF-90656       | не встановлено                              | —        | 1       | —        | 19 липня 2023 опубліковано ураження гелікоптера із ПЗРК                                                                         |
| 177 | 29.03.2023 | Су-24М                | Кліщіївка, Донецька область                 | —        | —       | —        | 31 липня 2023 опубліковано рештки літака Су-24М, збитого, ймовірно, 29 березня 2023                                             |
| 178 | 05.04.2023 | Мі-24П                | Берестове, Донецька область                 | —        | 2       | —        | збитий в ході бойових дій |
| 179 | 07.04.2023 | Су-25                 | Марʼїнка, Донецька область                  | —        | 1       | —        | збитий з землі у ході бойових дій                                                                                               |
| 180 | 10.04.2023 | Ка-52                 | Василівка, Донецька область                 | —        | 1       | —        | збитий в ході бойових дій |
| 181 | 20.04.2023 | Мі-24/Мі-35М          | Запорізька область                          | —        | 2       | —        | збитий в ході бойових дій |
| 182 | 26.04.2023 | МіГ-31                | Мурманська область                          | —        | —       | —        | літак зазнав катастрофи під час польоту                                                                                         |
| 183 | 09.05.2023 | Су-24                 | Новосибірськ                                | —        | —       | —        | літак був підпалений диверсантами на аеродромі                                                                                  |
| 184 | 12.05.2023 | Мі-28НМ               | Світле, АР Крим                             | 2        | 2       | —        | гелікоптер розбився за незʼясованих обставин під час польоту                                                                    |
| 185 | 13.05.2023 | Су-35                 | Брянська область                            | ?        | 11      | —        | чотири одиниці авіації було знищено протягом години за незʼясованих обставин                                                    |
| 186 | 13.05.2023 | Су-34                 | Брянська область                            | ?        | 11      | —        | чотири одиниці авіації було знищено протягом години за незʼясованих обставин                                                    |
| 187 | 13.05.2023 | Мі-8                  | Брянська область                            | ?        | 11      | —        | чотири одиниці авіації було знищено протягом години за незʼясованих обставин                                                    |
| 188 | 13.05.2023 | Мі-8                  | Брянська область                            | ?        | 11      | —        | чотири одиниці авіації було знищено протягом години за незʼясованих обставин                                                    |
| 189 | 21.05.2023 | Су-35                 | Чорне море                                  | —        | 2       | —        | знищено літак Су-35 під час здійснення ним авіабомбових ударів                                                                  |
| 190 | 22.05.2023 | Ка-52                 | Бєлгородська область                        | —        | —       | —        | знищений в ході рейду РДК на Бєлгородщину                                                                                       |
| 191 | 23.05.2023 | гелікоптер            | Бєлгородська область                        | —        | 1+      | —        | збитий в ході бойових дій в районі населеного пункту Глотово                                                                    |
| 192 | 22.06.2023 | Мі-24                 | Барановичський р-н                          | —        | —       | —        | розбився за невідомих обставин                                                                                                  |
| 193 | 23.06.2023 | Мі-8МТПР              | Луганська область                           | 3        | 3       | —        | авіація знищена в ході заколоту ПВК «Вагнер»                                                                                    |
| 194 | 24.06.2023 | Іл-22М11, RA-75917    | Воронезька область                          | 10       | 10      | —        | авіація знищена в ході заколоту ПВК «Вагнер»                                                                                    |
| 195 | 24.06.2023 | Ка-52, RF-13418       | Воронезька область                          | 2        | 2       | —        | авіація знищена в ході заколоту ПВК «Вагнер»                                                                                    |
| 196 | 24.06.2023 | Мі-8МТПР              | Воронезька область                          | —        | 0       | —        | авіація знищена в ході заколоту ПВК «Вагнер»                                                                                    |
| 197 | 24.06.2023 | Мі-8                  | не встановлено                              | —        | —       | —        | авіація знищена в ході заколоту ПВК «Вагнер»                                                                                    |
| 198 | 04.07.2023 | МіГ-31БМ, RF-33807    | Камчатський край                            | 2        | 2       | —        | літак розбився під час навчального польоту                                                                                      |
| 199 | 17.07.2023 | Су-25, RF-94685       | Єйськ, Краснодарський край                  | 1        | 1       | —        | літак впав у Азовське море під час планового польоту                                                                            |
| 200 | 25.07.2023 | Ка-52                 | Донецька область                            | —        | 2       | —        | гелікоптер знищено силами 38 ОБрМП                                                                                              |
| 201 | 30.07.2023 | літак                 | не встановлено                              | 2        | —       | —        | збитий не встановлений російський літак бійцями 93 ОМБр, пілоти катапультувалися                                                |
| 202 | 07.08.2023 | Ка-52                 | Запорізька область                          | —        | 2       | —        | боєць 47 ОМБр збив Ка-52 з переносного зенітно-ракетного комплексу                                                              |
| 203 | 12.08.2023 | Су-30СМ               | Калінінградська область                     | 2        | 2       | —        | аварія сталася під час виконання навчально-тренувального польоту, екіпаж загинув                                                |
| 204 | 14.08.2023 | Л-39                  | Майкоп, Адигея                              | 2        | 1       | —        | літак розбився під час навчального польоту                                                                                      |
| 205 | 17.08.2023 | Ка-52                 | Роботине, Запорізька область                | 2        | 1       | —        | гелікоптер уразили сили бійців 47 ОМБр у районі населеного пункту Роботино                                                      |
| 206 | 19.08.2023 | Ту-22М3               | Сольці, Новгородська область                | —        | —       | —        | літак був знищений внаслідок рейду українських військових                                                                       |
| 207 | 23.08.2023 | Мі-8АМТШ, RF-04428    | Харківська область                          | —        | —       | —        | ГУР МО в рамках спецоперації виманили і захопили гелікоптер разом з екіпажем на територію України                               |
| 208 | 25.08.2023 | Су-25                 | Роботине, Запорізька область                | —        | —       | —        | бійці 47 ОМБр опублікували відео збиття російського штурмовика Су-25                                                            |
| 209 | 29.08.2023 | Мі-8                  | Челябінська область                         | 4        | 4       | —        | вертоліт Мі-8 зазнав аварії в Челябінській області поряд із селищем Прудним                                                     |
| 210 | 30.08.2022 | Іл-76МД               | Псков, Псковська область                    | —        | —       | —        | щонайменше 2 Іл-76МД були знищені внаслідок атаки БпЛА на аеродром                                                              |
| 211 | 30.08.2022 | Іл-76МД               | Псков, Псковська область                    | —        | —       | —        | щонайменше 2 Іл-76МД були знищені внаслідок атаки БпЛА на аеродром                                                              |
| 212 | 01.09.2023 | Ка-52                 | Азовське море                               | —        | 0       | —        | гелікоптер впав у море |
| 213 | 12.09.2023 | Су-24                 | Волгоградська область                       | 2        | 2       | —        | розбився за незʼясованих обставин                                                                                               |
| 214 | 20.09.2023 | Су-34, RF-95806       | Воронезька область                          | 2        | 0       | —        | розбився за незʼясованих обставин                                                                                               |
| 215 | 29.09.2023 | Су-35С                | Токмак, Запорізька область                  | —        | 1       | —        | в ніч з 28 на 29 вересня російська ППО збила свій винищувач Су-35С                                                              |
| 216 | 06.10.2023 | Су-35                 | НІкольське, Донецька область                | —        | —       | —        | 6 жовтня 2023 російська ППО збила свій винищувач Су-35                                                                          |
| 217 | 15.10.2023 | Мі-8                  | не встановлено                              | —        | —       | —        | 15 жовтня 2023 було опубліковано відео палаючих решток, ймовірно, Мі-8                                                          |
| 218 | 17.10.2023 | Ка-52, RF-13442       | Луганськ/Бердянськ                          | —        | —       | —        | щонайменше 7 Ка-52 та 2 Мі-8 було знищено внаслідок удару ЗСУ по аеродромах у Бердянську та Луганську 17 жовтня 2023            |
| 219 | 17.10.2023 | Ка-52                 | Луганськ/Бердянськ                          | —        | —       | —        | щонайменше 7 Ка-52 та 2 Мі-8 було знищено внаслідок удару ЗСУ по аеродромах у Бердянську та Луганську 17 жовтня 2023            |
| 220 | 17.10.2023 | Ка-52                 | Луганськ/Бердянськ                          | —        | —       | —        | щонайменше 7 Ка-52 та 2 Мі-8 було знищено внаслідок удару ЗСУ по аеродромах у Бердянську та Луганську 17 жовтня 2023            |
| 221 | 17.10.2023 | Ка-52                 | Луганськ/Бердянськ                          | —        | —       | —        | щонайменше 7 Ка-52 та 2 Мі-8 було знищено внаслідок удару ЗСУ по аеродромах у Бердянську та Луганську 17 жовтня 2023            |
| 222 | 17.10.2023 | Ка-52                 | Луганськ/Бердянськ                          | —        | —       | —        | щонайменше 7 Ка-52 та 2 Мі-8 було знищено внаслідок удару ЗСУ по аеродромах у Бердянську та Луганську 17 жовтня 2023            |
| 223 | 17.10.2023 | Ка-52                 | Луганськ/Бердянськ                          | —        | —       | —        | щонайменше 7 Ка-52 та 2 Мі-8 було знищено внаслідок удару ЗСУ по аеродромах у Бердянську та Луганську 17 жовтня 2023            |
| 224 | 17.10.2023 | Ка-52                 | Луганськ/Бердянськ                          | —        | —       | —        | щонайменше 7 Ка-52 та 2 Мі-8 було знищено внаслідок удару ЗСУ по аеродромах у Бердянську та Луганську 17 жовтня 2023            |
| 225 | 17.10.2023 | Мі-8                  | Луганськ/Бердянськ                          | —        | —       | —        | щонайменше 7 Ка-52 та 2 Мі-8 було знищено внаслідок удару ЗСУ по аеродромах у Бердянську та Луганську 17 жовтня 2023            |
| 226 | 17.10.2023 | Мі-8                  | Луганськ/Бердянськ                          | —        | —       | —        | щонайменше 7 Ка-52 та 2 Мі-8 було знищено внаслідок удару ЗСУ по аеродромах у Бердянську та Луганську 17 жовтня 2023            |
| 227 | 18.10.2023 | Мі-8МТВ-5             | АР Крим                                     | 3        | 3       | —        | згідно публікацій у російських медіа, гелікоптер був збитий російською ППО                                                      |
| 228 | 20.10.2023 | Іл-76МД, RF-86900     | Душанбе, Таджикистан                        | —        | 0       | —        | російський військово-транспортний літак Іл-76МД згорів під час зльоту                                                           |
| 229 | 05.12.2023 | Су-24М                | острів Зміїний, Одеська область             | 2        | 2       | —        | знищення підтверджене публікаціями у російських ЗМІ                                                                             |
| 230 | 17.12.2023 | Су-25                 | не встановлено                              | 1        | 1       | —        | знищення підтверджене публікаціями у російських ЗМІ                                                                             |
| 231 | 22.12.2023 | Су-34                 | південь України                             | 6        | 3       | —        | заявлене українською стороною знищення підтверджене публікаціями у російських ЗМІ                                               |
| 232 | 22.12.2023 | Су-34                 | південь України                             | 6        | 3       | —        | заявлене українською стороною знищення підтверджене публікаціями у російських ЗМІ                                               |
| 233 | 22.12.2023 | Су-34                 | південь України                             | 6        | 3       | —        | заявлене українською стороною знищення підтверджене публікаціями у російських ЗМІ                                               |
|     |            |                       |                                             |          |         |          | |
| 234 | —          | Су-25                 | не встановлено                              | —        | —       | —        | відео раніше збитого літака опубліковане 1 березня 2023                                                                         |
| 235 | —          | Мі-35М                | Купʼянський р-н, Харківська область         | —        | —       | —        | відео раніше збитого гелікоптера опубліковане 25 квітня 2023                                                                    |
| 236 | —          | гелікоптер            | Мелітополь, Запорізька область              | —        | —       | —        | відео раніше збитого гелікоптера опубліковане 29 червня 2023                                                                    |
| 237 | —          | Су-24, RF-92025       | Соледар, Донецька область                   | —        | —       | —        | відео раніше збитого літака опубліковане 6 листопада 2023                                                                       |
|     |            |                       |                                             |          |         |          | |
| 238 | 14.01.2024 | А-50, RF-50601        | Азовське море                               | —        | ?       | —        | заявлене українською стороною знищення підтверджене публікаціями у російських ЗМІ                                               |
| 239 | 24.01.2024 | Іл-76МД, RF-86868     | Корочанський район, Бєлгородська область    | —        | 6       | —        | відомо про ймовірне ураження військово-транспортного літака під час перевезення ракет до С-300                                  |
| 240 | 29.01.2024 | Мі-8АМТШ              | Сирія                                       | —        | 4+      | —        | з публікацій у російських ЗМІ стало відомо про втрату Мі-8 та смерть щонайменше чотирьох офіцерів                               |
| 241 | 17.02.2024 | Су-34/Су-35           | Дякове, Луганська область                   | —        | —       | —        | заявлене українською стороною знищення підтверджене публікаціями у російських ЗМІ та супутником                                 |
| 242 | 17.02.2024 | Су-34/Су-35           | Новоєланчик, Донецька область               | —        | —       | —        | заявлене українською стороною знищення підтверджене супутником                                                                  |
| 243 | 18.02.2024 | Су-34                 | Донецька область                            | —        | —       | —        | відео падаючих решток літака опубліковане вранці 18 лютого                                                                      |
| 244 | 19.02.2024 | Су-35С                | Азовське море                               | —        | 1       | —        | було оприлюднене відео із рештками літака та підтверджене публікаціями у російських ЗМІ та супутником                           |
| 245 | 23.02.2024 | А-50У, RF-50608       | Трудовая Армєнія, Краснодарський край       | 10       | 10      | —        | збито за допомогою Повітряних Сил ЗСУ                                                                                           |
| 246 | 27.02.2024 | Су-34                 | не встановлено                              | —        | —       | —        | командувач ПС ЗСУ опублікував фото із моментом падіння збитого російського літака                                               |
| 247 | 12.03.2024 | Іл-76МД, RF-76551     | Іваново, Івановська область                 | 15       | 15      | —        | на оприлюднених відео видно літак з палаючим двигуном з якого відпадають частини під час втрати висоти                          |
| 248 | 17.03.2024 | Мі-8                  | Тирасполь, Молдова                          | —        | —       | —        | на території тираспольського аеродрому, дрон-камікадзе атакував гелікоптер                                                      |
| 249 | 21.03.2024 | Мі-8                  | Ровеньки, Бєлгородська область              | 4        | 0       | —        | російський вертоліт Мі-8 «здійснив жорстку посадку», пілот гелікоптера отримав поранення                                        |
| 250 | 28.03.2024 | Су-27                 | Севастополь                                 | —        | 0       | —        | у море впав російський винищувач, аварія схожа на ураження літака зенітними засобами                                            |
| 251 | 02.04.2024 | Мі-24                 | Гульрипський р-н, Грузія                    | 3        | 0       | —        | ударний військовий вертоліт Мі-24 зазнав аварії на окупованій РФ частині Грузії                                                 |
| 252 | 05.04.2024 | Бе-200                | Єйськ, Краснодарський край                  | —        | —       | —        | було оприлюднено супутниковий знімок з наслідками ураження літака Бе-200                                                        |
| 253 | 10.04.2024 | Мі-24                 | АР Крим                                     | 4        | 4       | —        | російська влада офіційно визнала інцидент та заявила про втрату Мі-24 в окупованому Криму                                       |
| 254 | 17.04.2024 | Мі-8                  | Самара, Самарська область                   | —        | —       | —        | ГУР МО заявив про знищення гелікоптера Мі-8 на аеродромі «Кряж» у місті Самара                                                  |
| 255 | 19.04.2024 | Ту-22М3               | Ставропольський край                        | 4        | 1       | —        | вранці впав дальній надзвуковий бомбардувальник Ту-22М3 після обстрілів України                                                 |
| 256 | 27.04.2024 | Мі-8МТПР-1            | не встановлено                              | —        | —       | —        | 27 квітня було опубліковано рештки ураженого гелікоптера РЕБ Мі-8МТПР-1                                                         |
| 257 | 06.05.2024 | Су-34                 | Валуйки, Бєлгородська область               | —        | 2       | —        | збитий у Бєлгородській області, технічна несправність згідно заяв російської сторони                                            |
| 258 | 15.05.2024 | МіГ-31                | Севастополь                                 | —        | —       | —        | в ході ракетної атаки на аеродром «Бельбек» було знищено два літаки МіГ-31, один Су-27 і пошкоджено один МіГ-29                 |
| 259 | 15.05.2024 | МіГ-31                | Севастополь                                 | —        | —       | —        | в ході ракетної атаки на аеродром «Бельбек» було знищено два літаки МіГ-31, один Су-27 і пошкоджено один МіГ-29                 |
| 260 | 15.05.2024 | Су-27                 | Севастополь                                 | —        | —       | —        | в ході ракетної атаки на аеродром «Бельбек» було знищено два літаки МіГ-31, один Су-27 і пошкоджено один МіГ-29                 |
| 261 | 19.05.2024 | Су-27                 | Кущевська, Краснодарський край              | —        | —       | —        | внаслідок атаки ЗСУ на військовий аеродром «Кущовська» було знищено літак Су-27 групи «Русскіє Вітязі»                          |
| 262 | 25.05.2024 | Су-25                 | Донецька область                            | —        | —       | —        | 25 травня було заявлене збиття Су-25 із ПЗРК, згодом зʼявилося ймовірне відео ураження літака                                   |
| 263 | 08.06.2024 | Су-57                 | Ахтубінськ, Астраханська область            | —        | —       | —        | українські безпілотники уразили два новітніх винищувачі Су-57, один з яких ймовірно знищений                                    |
| 264 | 10.06.2024 | Су-25                 | Донецька область                            | —        | —       | —        | 10 червня було заявлене збиття Су-25 із ПЗРК, згодом зʼявилося ймовірне відео ураження літака                                   |
| 265 | 11.06.2024 | Су-34                 | Північна Осетія                             | —        | 2       | —        | за повідомленням російських ЗМІ, у горах розбився винищувач-бомбардувальник Су-34 ПКС РФ, екіпаж загинув                        |
| 266 | 21.06.2024 | Ка-29                 | Анапа, Краснодарський край                  | 4        | 4       | —        | у РФ заявили про втрату власного гелікоптера під час української комбінованої атаки дронів                                      |
| 267 | 23.06.2024 | Су-25                 | Донецька область                            | —        | —       | —        | літак збитий з ПЗРК «Ігла» силами 31 бригади НГУ на Донецькому напрямку                                                         |
| 268 | 05.07.2024 | Мі-28                 | Азовський район, Ростовська область         | —        | —       | —        | після зіткнення з дроном під час безпілотної атаки у Ростовській області упав гелікоптер Мі-28                                  |
| 269 | 21.07.2024 | Мі-28                 | Томіліно, Московська область                | —        | —       | —        | 21 липня внаслідок диверсії у російському тилу було спалено два гелікоптери                                                     |
| 270 | 21.07.2024 | Ка-226                | Томіліно, Московська область                | —        | —       | —        | 21 липня внаслідок диверсії у російському тилу було спалено два гелікоптери                                                     |
| 271 | 23.07.2024 | Су-25                 | Троїцьке, Донецька область                  | —        | —       | —        | літак збитий з ПЗРК на Покровському напрямку                                                                                    |
| 272 | 24.07.2024 | Мі-8                  | Самара, Самарська область                   | —        | —       | —        | 24 липня внаслідок диверсії у російському тилу був спалений гелікоптер                                                          |
| 273 | 25.07.2024 | Мі-28                 | Жиздринський район, Калузька область        | 2        | 2       | —        | російський військовий вертоліт Мі-28 зазнав аварії через технічну несправність                                                  |
| 276 | 26.07.2024 | Су-30СМ               | Новофедорівка, АР Крим                      | —        | —       | —        | відомо про знищений винищувач внаслідок ракетної атаки                                                                          |
| 277 | 27.07.2024 | Су-34                 | Волгоградська область                       | 2        | 0       | —        | зазнав аварії літак Су-34, який виконував плановий навчально-тренувальний політ                                                 |
| 278 | 28.07.2024 | Мі-8                  | Ін Аззраф, Малі                             | ?        | ?       | ?        | у ході боїв у ніч з 27 на 28 липня у Малі бійці угрупуванням CSP-DPA підбили два гелікоптери ПВК «Вагнер»                       |
| 279 | 28.07.2024 | Мі-24                 | Ін Аззраф, Малі                             | ?        | ?       | ?        | у ході боїв у ніч з 27 на 28 липня у Малі бійці угрупуванням CSP-DPA підбили два гелікоптери ПВК «Вагнер»                       |
| 280 | 31.07.2024 | Мі-8, RF-34255        | Донецьк, Донецька область                   | —        | —       | —        | відомо про знищення російського Мі-8 в окупованому Донецьку 31 липня                                                            |
| 281 | 03.08.2024 | Су-34                 | Морозовськ, Ростовська область              | —        | —       | —        | 3 серпня на військовому аеродромі «Морозовськ» внаслідок атаки БпЛА знищено винищувач Су-34                                     |
| 282 | 06.08.2024 | Ка-52                 | Курська область                             | —        | 1       | —        | відомо про знищений Ка-52 внаслідок боїв у прикордонні Курської області 6 серпня                                                |
| 283 | 10.08.2024 | Ка-52                 | Курська область                             | 2        | 2       | —        | відомо про знищений Ка-52 внаслідок боїв у прикордонні Курської області 10 серпня                                               |
| 284 | 15.08.2024 | Ту-22М3               | Іркутська область                           | ?        | 1       | —        | бомбардувальник зазнав аварії в Іркутській області під час виконання планового польоту                                          |
| 285 | 22.08.2024 | Су-34                 | Мариновка, Волгоградська область            | —        | —       | —        | від атаки українських безпілотників було уражено військовий аеродром, та знищено щонайменше один Су-34                          |
| 286 | 25.08.2024 | Мі-8                  | не встановлено                              | —        | —       | —        | росіяни втратили гелікоптер Мі-8 внаслідок аварійної посадки                                                                    |
| 287 | 27.08.2024 | Су-25                 | Донецька область                            | —        | —       | —        | борт був уражений в зоні відповідальності 28 окремої механізованої бригади імені Лицарів Зимового походу                        |
| 288 | 10.09.2024 | Су-30СМ               | Чорне море (63 км від Залізного Порту)      | 2        | 2       | —        | збитий з ПЗРК o 23:49 під час проведення операції ССО над однією з газовидобувних платформ                                      |
| 289 | 21.09.2024 | Мі-8АМТШ              | Омськ, Омська область                       | —        | —       | —        | в аеропорту «Омськ-Північний» згорів військовий гелікоптер Мі-8, підпал був здійсненим двома школярами                          |
| 290 | 02.10.2024 | Су-25                 | не встановлено                              | —        | 1       | —        | відомо про втрачений Су-25 2 жовтня                                                                                             |
| 291 | 10.10.2024 | Як-130                | Волгоградська область                       | —        | —       | —        | розбився навчально-бойовий літак, падіння відбулося під час виконання навчально-тренувального польоту                           |
| 292 | 12.10.2024 | Су-34                 | не встановлено                              | —        | 2       | —        | український F-16 ймовірно міг збити російський Су-34 у невстановленому р-ні бойових дій 12 жовтня                               |
| 293 | 14.10.2024 | Ту-134                | Оренбург, Оренбурзька область               | —        | —       | —        | літак 117 військово-транспортного авіаполку був підпалений на військовому аеродромі «Оренбург-2»                                |
| 294 | 26.10.2024 | Мі-28                 | не встановлено                              | —        | 2       | —        | російські військкори повідомили про втрату гелікоптера Ми-28 у Керченській протоці                                              |
| 295 | 26.10.2024 | Су-25                 | Керченська протока                          | —        | —       | —        | відомо про ймовірну втрату літака Су-25                                                                                         |
| 296 | 01.11.2024 | Су-34                 | не встановлено                              | —        | —       | —        | втрачено винищувач-бомбардувальник Су-34, згідно воєнкора, який тісно пов'язаний з авіаційною сферою РФ                         |
| 297 | 07.11.2024 | Ка-52                 | не встановлено                              | 2        | 1       | —        | 7 листопада в російських медіа повідомили про втрату ударного гелікоптера Ка-52                                                 |
| 298 | 10.11.2024 | Мі-24                 | Клин, Московська область                    | —        | —       | —        | у Московській області на аеродромі «Клін-5» спалили штурмовий гелікоптер Мі-24                                                  |
| 299 | 14.12.2024 | Су-27                 | Кримськ, Краснодарський край                | —        | —       | —        | внаслідок диверсії на аеродромі згорів ворожий винищувач Су-27                                                                  |
| 300 | 18.12.2024 | Ка-52                 | не встановлено                              | —        | 2       | —        | росіяни заявили про втрату Ка-52 разом з екіпажем, заявлено про збиття власним ППО                                              |
| 301 | 31.12.2024 | Мі-8                  | Чорне море                                  | —        | 16      | —        | відомо про знищення двох гелікоптерів, щонайменше один знищений ракетою ударного морського дрона                                |
| 302 | 31.12.2024 | Мі-8                  | Чорне море                                  | —        | 16      | —        | відомо про знищення двох гелікоптерів, щонайменше один знищений ракетою ударного морського дрона                                |
|     |            |                       |                                             |          |         |          | |
| 303 | —          | Іл-76МД-90А           | не встановлено                              | —        | —       | —        | у липні 2024 року стало відомо про постачання неякісних підшипників, що призвело до виходу з ладу п’яти літаків                 |
| 304 | —          | Іл-76МД-90А           | не встановлено                              | —        | —       | —        | у липні 2024 року стало відомо про постачання неякісних підшипників, що призвело до виходу з ладу п’яти літаків                 |
| 305 | —          | Іл-76МД-90А           | не встановлено                              | —        | —       | —        | у липні 2024 року стало відомо про постачання неякісних підшипників, що призвело до виходу з ладу п’яти літаків                 |
| 306 | —          | Іл-76МД-90А           | не встановлено                              | —        | —       | —        | у липні 2024 року стало відомо про постачання неякісних підшипників, що призвело до виходу з ладу п’яти літаків                 |
| 307 | —          | Іл-76МД-90А           | не встановлено                              | —        | —       | —        | у липні 2024 року стало відомо про постачання неякісних підшипників, що призвело до виходу з ладу п’яти літаків                 |
|     |            |                       |                                             |          |         |          | |
| 308 | 01.01.2025 | Мі-28                 | Каменський р-н, Воронезька область          | 2        | 2       | —        | російськими ЗМІ було повідомлено про втрату                                                                                     |
| 309 | 08.02.2025 | Су-25                 | Донецька область                            | 1        | 1       | —        | збитий із ПЗРК бійцями 28 ОМБр                                                                                                  |
| 310 | 18.03.2025 | Мі-28                 | Волосовський р-н, Ленінградська область     | —        | 2       | 2        | у Ленінградській області впав гелікоптер                                                                                        |
| 311 | 19.03.2025 | Мі-8                  | АР Крим                                     | —        | —       | —        | безпілотником уражений гелікоптер на стоянці                                                                                    |
| 312 | 24.03.2025 | Ка-52                 | Івня, Бєлгородська область                  | —        | —       | —        | удар під час стоянки на польовому аеродромі                                                                                     |
| 313 | 24.03.2025 | Мі-28НМ               | Івня, Бєлгородська область                  | —        | —       | —        | удар під час стоянки на польовому аеродромі                                                                                     |
| 314 | 24.03.2025 | Мі-8МТВ-5-1           | Івня, Бєлгородська область                  | —        | —       | —        | удар під час стоянки на польовому аеродромі                                                                                     |
| 315 | 24.03.2025 | Мі-8                  | Івня, Бєлгородська область                  | —        | —       | —        | удар під час стоянки на польовому аеродромі                                                                                     |
| 316 | 24.03.2025 | Су-25                 | Приморський край                            | —        | 0       | —        | розбився під час навчально-тренувального польоту                                                                                |
| 317 | 02.04.2025 | Ту-22М3               | Іркутська область                           | ?        | 1       | —        | В Іркутській області РФ розбився стратегічний бомбардувальник                                                                   |
| 318 | 11.04.2025 | Ка-226                | Москва                                      | —        | —       | —        | відбулася утилізація двох не літаючих бортів                                                                                    |
| 319 | 11.04.2025 | Ка-226                | Москва                                      | —        | —       | —        | відбулася утилізація двох не літаючих бортів                                                                                    |
| 320 | 24.04.2025 | Су-30СМ               | Ростов-на-Дону                              | —        | —       | —        | знищений у ході диверсії на аеродромі                                                                                           |
| 321 | 02.05.2025 | Су-30СМ               | Новоросійськ, Чорне море                    | —        | —       | —        | збитий ракетою AIM-9 з безпілотного катера «Magura V7»                                                                          |
| 322 | 21.05.2025 | Ка-52                 | не встановлено                              | —        | —       | —        | росіяни не змогли відновити пошкоджений гелікоптер і зробили з нього пам’ятник                                                  |
| 323 | 23.05.2025 | Мі-8                  | Наришкіно, Орловська область                | 3        | 3       | —        | розбився вертоліт, екіпаж судна загинув                                                                                         |
| 324 | 01.06.2025 | Ту-95МСМ, RF-94120    | авіабаза «Біла», Іркутська область          | —        | —       | —        | в ході операції «Павутина» було знищено літаки А-50, Ан-12, Іл-78, Ту-95 та Ту-22МЗ                                             |
| 325 | 01.06.2025 | Ту-95                 | авіабаза «Біла», Іркутська область          | —        | —       | —        | в ході операції «Павутина» було знищено літаки А-50, Ан-12, Іл-78, Ту-95 та Ту-22МЗ                                             |
| 326 | 01.06.2025 | Ту-22М3, RF-94218     | авіабаза «Біла», Іркутська область          | —        | —       | —        | в ході операції «Павутина» було знищено літаки А-50, Ан-12, Іл-78, Ту-95 та Ту-22МЗ                                             |
| 327 | 01.06.2025 | Ту-22                 | авіабаза «Біла», Іркутська область          | —        | —       | —        | в ході операції «Павутина» було знищено літаки А-50, Ан-12, Іл-78, Ту-95 та Ту-22МЗ                                             |
| 328 | 01.06.2025 | Ту-22                 | авіабаза «Біла», Іркутська область          | —        | —       | —        | в ході операції «Павутина» було знищено літаки А-50, Ан-12, Іл-78, Ту-95 та Ту-22МЗ                                             |
| 329 | 01.06.2025 | Ту-22                 | авіабаза «Біла», Іркутська область          | —        | —       | —        | в ході операції «Павутина» було знищено літаки А-50, Ан-12, Іл-78, Ту-95 та Ту-22МЗ                                             |
| 330 | 01.06.2025 | Ту-22                 | авіабаза «Біла», Іркутська область          | —        | —       | —        | в ході операції «Павутина» було знищено літаки А-50, Ан-12, Іл-78, Ту-95 та Ту-22МЗ                                             |
| 331 | 01.06.2025 | Ту-22                 | авіабаза «Біла», Іркутська область          | —        | —       | —        | в ході операції «Павутина» було знищено літаки А-50, Ан-12, Іл-78, Ту-95 та Ту-22МЗ                                             |
| 332 | 01.06.2025 | Ту-22                 | авіабаза «Біла», Іркутська область          | —        | —       | —        | в ході операції «Павутина» було знищено літаки А-50, Ан-12, Іл-78, Ту-95 та Ту-22МЗ                                             |
| 333 | 01.06.2025 | Ту-22                 | авіабаза «Біла», Іркутська область          | —        | —       | —        | в ході операції «Павутина» було знищено літаки А-50, Ан-12, Іл-78, Ту-95 та Ту-22МЗ                                             |
| 334 | 01.06.2025 | Іл-78М, RF-94274      | авіабаза «Біла», Іркутська область          | —        | —       | —        | в ході операції «Павутина» було знищено літаки А-50, Ан-12, Іл-78, Ту-95 та Ту-22МЗ                                             |
| 335 | 01.06.2025 | А-50                  | авіабаза «Іваново», Івановська область      | —        | —       | —        | в ході операції «Павутина» було знищено літаки А-50, Ан-12, Іл-78, Ту-95 та Ту-22МЗ                                             |
| 336 | 01.06.2025 | А-50                  | авіабаза «Іваново», Івановська область      | —        | —       | —        | в ході операції «Павутина» було знищено літаки А-50, Ан-12, Іл-78, Ту-95 та Ту-22МЗ                                             |
| 337 | 01.06.2025 | Ту-22                 | авіабаза «Дягілєво», Рязанська область      | —        | —       | —        | в ході операції «Павутина» було знищено літаки А-50, Ан-12, Іл-78, Ту-95 та Ту-22МЗ                                             |
| 338 | 01.06.2025 | Ту-22                 | авіабаза «Дягілєво», Рязанська область      | —        | —       | —        | в ході операції «Павутина» було знищено літаки А-50, Ан-12, Іл-78, Ту-95 та Ту-22МЗ                                             |
| 339 | 01.06.2025 | Ту-22                 | авіабаза «Дягілєво», Рязанська область      | —        | —       | —        | в ході операції «Павутина» було знищено літаки А-50, Ан-12, Іл-78, Ту-95 та Ту-22МЗ                                             |
| 340 | 01.06.2025 | Ту-95МС, RF-94257     | авіабаза «Оленья», Мурманська область       | —        | —       | —        | в ході операції «Павутина» було знищено літаки А-50, Ан-12, Іл-78, Ту-95 та Ту-22МЗ                                             |
| 341 | 01.06.2025 | Ту-95МСМ, RF-94132    | авіабаза «Оленья», Мурманська область       | —        | —       | —        | в ході операції «Павутина» було знищено літаки А-50, Ан-12, Іл-78, Ту-95 та Ту-22МЗ                                             |
| 342 | 01.06.2025 | Ту-95МСМ, RF-94117    | авіабаза «Оленья», Мурманська область       | —        | —       | —        | в ході операції «Павутина» було знищено літаки А-50, Ан-12, Іл-78, Ту-95 та Ту-22МЗ                                             |
| 343 | 01.06.2025 | Ту-95                 | авіабаза «Оленья», Мурманська область       | —        | —       | —        | в ході операції «Павутина» було знищено літаки А-50, Ан-12, Іл-78, Ту-95 та Ту-22МЗ                                             |
| 344 | 01.06.2025 | Ту-95                 | авіабаза «Оленья», Мурманська область       | —        | —       | —        | в ході операції «Павутина» було знищено літаки А-50, Ан-12, Іл-78, Ту-95 та Ту-22МЗ                                             |
| 345 | 01.06.2025 | Ту-95                 | авіабаза «Оленья», Мурманська область       | —        | —       | —        | в ході операції «Павутина» було знищено літаки А-50, Ан-12, Іл-78, Ту-95 та Ту-22МЗ                                             |
| 346 | 01.06.2025 | Ту-95                 | авіабаза «Оленья», Мурманська область       | —        | —       | —        | в ході операції «Павутина» було знищено літаки А-50, Ан-12, Іл-78, Ту-95 та Ту-22МЗ                                             |
| 347 | 01.06.2025 | Ту-95                 | авіабаза «Оленья», Мурманська область       | —        | —       | —        | в ході операції «Павутина» було знищено літаки А-50, Ан-12, Іл-78, Ту-95 та Ту-22МЗ                                             |
| 348 | 01.06.2025 | Ан-12БК, RF-94211     | авіабаза «Оленья», Мурманська область       | —        | —       | —        | в ході операції «Павутина» було знищено літаки А-50, Ан-12, Іл-78, Ту-95 та Ту-22МЗ                                             |
| 349 | 07.06.2025 | Су-35С                | Юрасове, Курська область                    | —        | —       | —        | над Росією збили винищувач Су-35                                                                                                |
| 350 | 13.06.2025 | Су-25                 | не встановлено                              | —        | —       | —        | Су-25 був збитий дружнім вогнем іншого Су-25                                                                                    |
| 351 | 27.06.2025 | Су-34                 | авіабаза «Мариновка», Волгоградська область | —        | —       | —        | українські дрони знищили на аеродромі Маринівка три винищувачі-бомбардувальники Су-34                                           |
| 352 | 27.06.2025 | Су-34                 | авіабаза «Мариновка», Волгоградська область | —        | —       | —        | українські дрони знищили на аеродромі Маринівка три винищувачі-бомбардувальники Су-34                                           |
| 353 | 27.06.2025 | Су-34                 | авіабаза «Мариновка», Волгоградська область | —        | —       | —        | українські дрони знищили на аеродромі Маринівка три винищувачі-бомбардувальники Су-34                                           |
| 354 | 28.06.2025 | Мі-8                  | авіабаза «Кіровське», АР Крим               | —        | —       | —        | дрони української спецслужби атакували військовий аеродром                                                                      |
| 355 | 28.06.2025 | Мі-26                 | авіабаза «Кіровське», АР Крим               | —        | —       | —        | дрони української спецслужби атакували військовий аеродром                                                                      |
| 356 | 28.06.2025 | Мі-28                 | авіабаза «Кіровське», АР Крим               | —        | —       | —        | дрони української спецслужби атакували військовий аеродром                                                                      |
| 357 | 01.07.2025 | Су-34                 | Нижньогородська область                     | —        | —       | —        | літак розбився під час виконання навчально-тренувального польоту                                                                |
| 358 | 26.07.2025 | Су-27УБ               | авіабаза «Армавір», Краснодарський край     | —        | —       | —        | партизани підпалили літак Су-27УБ, який використовували для навчання льотчиків                                                  |
| 359 | 07.08.2025 | Мі-28                 | Торжок, Тверська область                    | —        | —       | —        | партизан підірвав ударний гелікоптер Мі-28                                                                                      |
| 360 | 14.08.2025 | Су-30СМ               | біля острова Зміїний                        | —        | —       | —        | відомо про падіння літака і загибель екіпажу                                                                                    |

### Пошкоджені літаки та гелікоптери
| #  | дата       | тип і номер              | місце                                       | на борту | загиблі | полонені | подробиці |
| -- | ---------- | ------------------------ | ------------------------------------------- | -------- | ------- | -------- | --- |
| 1  | 12.03.2022 | Су-25, RF-90965          | не встановлено                              | —        | —       | —        | пошкоджений у ході бойових дій                                                                                          |
| 2  | 03.04.2022 | Іл-22                    | не встановлено                              | —        | —       | —        | пошкоджений у ході бойових дій                                                                                          |
| 3  | 10.06.2022 | Су-25                    | не встановлено                              | —        | —       | —        | пошкоджений у ході бойових дій                                                                                          |
| 4  | 09.08.2022 | Су-24М/Су-24МР           | Новофедорівка, АР Крим                      | —        | —       | —        | пошкоджені внаслідок удару ЗСУ по аеродрому Новофедорівка                                                               |
| 5  | 09.08.2022 | Су-24М/Су-24МР           | Новофедорівка, АР Крим                      | —        | —       | —        | пошкоджені внаслідок удару ЗСУ по аеродрому Новофедорівка                                                               |
| 6  | 05.12.2022 | Ту-22М3, RF-34110        | Дягілево, Рязанська область                 | —        | 3       | —        | пошкоджені під час української атаки БпЛА                                                                               |
| 7  | 05.12.2022 | Ту-22М3                  | Дягілево, Рязанська область                 | —        | 3       | —        | пошкоджені під час української атаки БпЛА                                                                               |
| 8  | 05.12.2022 | Ту-22М3                  | Дягілево, Рязанська область                 | —        | 3       | —        | пошкоджені під час української атаки БпЛА                                                                               |
| 9  | 05.12.2022 | Ту-95МС                  | Енгельс, Саратовська область                | —        | —       | —        | пошкоджений під час української атаки БпЛА                                                                              |
| 10 | 10.12.2022 | Су-25                    | не встановлено                              | —        | —       | —        | була задокументована жорстка посадка                                                                                    |
| 11 | 15.12.2022 | Ан-12БК                  | Новосибірськ                                | —        | —       | —        | загорівся на злітно-посадковій смузі                                                                                    |
|    |            |                          |                                             |          |         |          | |
| 12 | 06.02.2023 | Су-24М/Су-24МР, RF-93799 | Бахмут, Донецька область                    | 2        | 0       | —        | підбитий у ході бойових дій                                                                                             |
| 13 | 13.02.2023 | Су-24М/Су-24МР           | Бахмут, Донецька область                    | —        | —       | —        | була опублікована інформація про розбитий/пошкоджений літак типу Су-24                                                  |
| 14 | 26.02.2023 | А-50                     | Мачулищі                                    | —        | —       | —        | інформація про пошкодження оприлюднена у Білоруських ЗМІ                                                                |
| 15 | 07.03.2023 | Мі-8                     | Білоярська АЕС                              | —        | —       | —        | пошкодження при посадці                                                                                                 |
| 16 | 03.04.2023 | Мі-24                    | Свердловська область                        | —        | —       | —        | 3 квітня 2023 помічений при транспортуванні у Каменськ-Уральському                                                      |
| 17 | 22.05.2023 | Мі-8МТВ-5                | не встановлено                              | —        | —       | —        | фото раніше пошкодженого гелікоптера опубліковане 22 травня 2023                                                        |
| 18 | 25.05.2023 | Су-25                    | Мелітополь, Запорізька область              | —        | —       | —        | щонайменше один Су-25 був пошкоджений українськими військовими                                                          |
| 19 | 19.06.2023 | Ка-52                    | не встановлено                              | —        | —       | —        | пошкоджений під час польоту                                                                                             |
| 20 | 24.06.2023 | Мі-8МТПР                 | не встановлено                              | —        | —       | —        | авіація пошкоджена в ході заколоту ПВК «Вагнер»                                                                         |
| 21 | 24.06.2023 | Мі-35М                   | не встановлено                              | —        | —       | —        | авіація пошкоджена в ході заколоту ПВК «Вагнер»                                                                         |
| 22 | 24.06.2023 | Мі-28                    | не встановлено                              | —        | —       | —        | авіація пошкоджена в ході заколоту ПВК «Вагнер»                                                                         |
| 23 | 08.07.2023 | Ан-72                    | Ростовська область                          | —        | —       | —        | задокументовано жорстку посадку Ан-72                                                                                   |
| 24 | 27.07.2023 | Мі-26, RF-06053          | Якутськ                                     | —        | —       | —        | відомо про пошкодження гелікоптера прикордонної служби ФСБ                                                              |
| 25 | 19.08.2023 | Ту-22М3                  | Сольці, Новгородська область                | —        | —       | —        | відомо про пошкоджені літаки Ту-22М3 на аеродромі Сольці в ході рейду українських військових 19 серпня 2023             |
| 26 | 19.08.2023 | Ту-22М3                  | Сольці, Новгородська область                | —        | —       | —        | відомо про пошкоджені літаки Ту-22М3 на аеродромі Сольці в ході рейду українських військових 19 серпня 2023             |
| 27 | 30.08.2023 | Іл-76МД                  | Псков, Псковська область                    | —        | —       | —        | ще 3 Іл-76МД були пошкоджені внаслідок атаки БпЛА на аеродром у Пскові 30 серпня 2023                                   |
| 28 | 30.08.2023 | Іл-76МД                  | Псков, Псковська область                    | —        | —       | —        | ще 3 Іл-76МД були пошкоджені внаслідок атаки БпЛА на аеродром у Пскові 30 серпня 2023                                   |
| 29 | 30.08.2023 | Іл-76МД                  | Псков, Псковська область                    | —        | —       | —        | ще 3 Іл-76МД були пошкоджені внаслідок атаки БпЛА на аеродром у Пскові 30 серпня 2023                                   |
| 30 | 18.09.2023 | Ка-52                    | Керч, АР Крим                               | —        | —       | —        | 16 вересня 2023 у Криму помітили перевезення пошкодженого Ка-52                                                         |
| 31 | 20.09.2023 | Ан-148                   | Чкаловський, Московська область             | —        | —       | —        | 20 вересня 2023 стало відомо що диверсанти за допомогою вибухівки пошкодили три літаки та гелікоптер                    |
| 32 | 20.09.2023 | Ан-148                   | Чкаловський, Московська область             | —        | —       | —        | 20 вересня 2023 стало відомо що диверсанти за допомогою вибухівки пошкодили три літаки та гелікоптер                    |
| 33 | 20.09.2023 | Мі-28Н                   | Чкаловський, Московська область             | —        | —       | —        | 20 вересня 2023 стало відомо що диверсанти за допомогою вибухівки пошкодили три літаки та гелікоптер                    |
| 34 | 20.09.2023 | Іл-20                    | Чкаловський, Московська область             | —        | —       | —        | 20 вересня 2023 стало відомо що диверсанти за допомогою вибухівки пошкодили три літаки та гелікоптер                    |
| 35 | 17.10.2023 | Ка-52                    | Луганськ                                    | —        | —       | —        | щонайменше 8 Ка-52 та 7 Мі-8 було пошкоджено внаслідок удару ЗСУ по аеродромах у Бердянську та Луганську 17 жовтня 2023 |
| 36 | 17.10.2023 | Ка-52                    | Луганськ                                    | —        | —       | —        | щонайменше 8 Ка-52 та 7 Мі-8 було пошкоджено внаслідок удару ЗСУ по аеродромах у Бердянську та Луганську 17 жовтня 2023 |
| 37 | 17.10.2023 | Ка-52                    | Луганськ                                    | —        | —       | —        | щонайменше 8 Ка-52 та 7 Мі-8 було пошкоджено внаслідок удару ЗСУ по аеродромах у Бердянську та Луганську 17 жовтня 2023 |
| 38 | 17.10.2023 | Ка-52                    | Луганськ                                    | —        | —       | —        | щонайменше 8 Ка-52 та 7 Мі-8 було пошкоджено внаслідок удару ЗСУ по аеродромах у Бердянську та Луганську 17 жовтня 2023 |
| 39 | 17.10.2023 | Мі-8                     | Луганськ                                    | —        | —       | —        | щонайменше 8 Ка-52 та 7 Мі-8 було пошкоджено внаслідок удару ЗСУ по аеродромах у Бердянську та Луганську 17 жовтня 2023 |
| 40 | 17.10.2023 | Ка-52                    | Бердянськ                                   | —        | —       | —        | щонайменше 8 Ка-52 та 7 Мі-8 було пошкоджено внаслідок удару ЗСУ по аеродромах у Бердянську та Луганську 17 жовтня 2023 |
| 41 | 17.10.2023 | Ка-52                    | Бердянськ                                   | —        | —       | —        | щонайменше 8 Ка-52 та 7 Мі-8 було пошкоджено внаслідок удару ЗСУ по аеродромах у Бердянську та Луганську 17 жовтня 2023 |
| 42 | 17.10.2023 | Ка-52                    | Бердянськ                                   | —        | —       | —        | щонайменше 8 Ка-52 та 7 Мі-8 було пошкоджено внаслідок удару ЗСУ по аеродромах у Бердянську та Луганську 17 жовтня 2023 |
| 43 | 17.10.2023 | Ка-52                    | Бердянськ                                   | —        | —       | —        | щонайменше 8 Ка-52 та 7 Мі-8 було пошкоджено внаслідок удару ЗСУ по аеродромах у Бердянську та Луганську 17 жовтня 2023 |
| 44 | 17.10.2023 | Мі-8                     | Бердянськ                                   | —        | —       | —        | щонайменше 8 Ка-52 та 7 Мі-8 було пошкоджено внаслідок удару ЗСУ по аеродромах у Бердянську та Луганську 17 жовтня 2023 |
| 45 | 17.10.2023 | Мі-8                     | Бердянськ                                   | —        | —       | —        | щонайменше 8 Ка-52 та 7 Мі-8 було пошкоджено внаслідок удару ЗСУ по аеродромах у Бердянську та Луганську 17 жовтня 2023 |
| 46 | 17.10.2023 | Мі-8                     | Бердянськ                                   | —        | —       | —        | щонайменше 8 Ка-52 та 7 Мі-8 було пошкоджено внаслідок удару ЗСУ по аеродромах у Бердянську та Луганську 17 жовтня 2023 |
| 47 | 17.10.2023 | Мі-8                     | Бердянськ                                   | —        | —       | —        | щонайменше 8 Ка-52 та 7 Мі-8 було пошкоджено внаслідок удару ЗСУ по аеродромах у Бердянську та Луганську 17 жовтня 2023 |
| 48 | 17.10.2023 | Мі-8                     | Бердянськ                                   | —        | —       | —        | щонайменше 8 Ка-52 та 7 Мі-8 було пошкоджено внаслідок удару ЗСУ по аеродромах у Бердянську та Луганську 17 жовтня 2023 |
| 49 | 17.10.2023 | Мі-8                     | Бердянськ                                   | —        | —       | —        | щонайменше 8 Ка-52 та 7 Мі-8 було пошкоджено внаслідок удару ЗСУ по аеродромах у Бердянську та Луганську 17 жовтня 2023 |
| 50 | 06.12.2023 | Мі-8                     | Лиманський р-н, Донецька область            | —        | —       | —        | 6 грудня 2023 було опубліковане відео ураження гелікоптера Мі-8 ракетами GMLRS                                          |
| 51 | 13.12.2023 | Су-34                    | не встановлено                              | —        | —       | —        | 13 грудня 2023 був помічений у ДТП при транспортуванні                                                                  |
| 52 | 17.12.2023 | Су-34                    | Морозовськ, Ростовська область              | —        | —       | —        | щонайменше 1 Су-24 зазнав ушкоджень внаслідок атаки на аеродром 17 грудня 2023                                          |
|    |            |                          |                                             |          |         |          | |
| 53 | 04.01.2024 | Су-34                    | Челябінськ, Челябінська область             | —        | —       | —        | 4 січня 2024 було оприлюднено відео підпалу винищувача Су-34                                                            |
| 54 | 14.01.2024 | Іл-22М11, RF-95678       | Азовське море                               | —        | 1+      | —        | заявлене українською стороною ураження літака підтверджене публікаціями у російських ЗМІ                                |
| 55 | 17.01.2024 | Мі-8МТВ-5                | Брянська область                            | —        | —       | —        | російський гелікоптер виконав аварійну посадку на трасі М3 у Севському районі, борт зачепив лінії електропередач        |
| 56 | 11.02.2024 | Су-34                    | не встановлено                              | —        | —       | —        | було помічено транспортування ушкодженого російського Су-34                                                             |
| 57 | 20.02.2024 | Су-25                    | Морозовськ, Ростовська область              | —        | —       | —        | 20 лютого 2024 було оприлюднене відео посадки пошкодженого Су-25                                                        |
| 58 | 25.03.2024 | Су-34                    | Воронеж                                     | —        | —       | —        | 25 березня 2024 було оприлюднене відео інциденту у якому літак Су-34 зачепив і обірвав лінію електропередач             |
| 59 | 26.04.2024 | Ка-32                    | Москва                                      | —        | —       | —        | у ніч на 26 квітня на московському військовому аеродромі «Остафьєво» диверсантами був підпалений гелікоптер             |
| 60 | 15.05.2024 | МіГ-29                   | Севастополь                                 | —        | —       | —        | в ході ракетної атаки на аеродром «Бельбек» було знищено два літаки МіГ-31, один Су-27 і пошкоджено один МіГ-29         |
| 61 | 19.05.2024 | Су-34                    | Кущевська, Краснодарський край              | —        | —       | —        | внаслідок атаки ЗСУ на військовий аеродром «Кущовська» було знищено один і пошкоджено щонайменше ще два літаки          |
| 62 | 19.05.2024 | Су-30                    | Кущевська, Краснодарський край              | —        | —       | —        | внаслідок атаки ЗСУ на військовий аеродром «Кущовська» було знищено один і пошкоджено щонайменше ще два літаки          |
| 63 | 08.06.2024 | Су-57                    | Ахтубінськ, Астраханська область            | —        | —       | —        | українські безпілотники уразили два новітніх винищувачі Су-57, один з яких ймовірно знищений а інший пошкоджено         |
| 64 | 26.07.2024 | Су-30СМ                  | Новофедорівка, АР Крим                      | —        | —       | —        | відомо про пошкоджений винищувач внаслідок ракетної атаки                                                               |
| 65 | 27.07.2024 | Ту-22М3                  | Оленья, Мурманська область                  | —        | —       | —        | відомо про пошкоджений бомбардувальник внаслідок атаки безпілотників                                                    |
| 66 | 22.08.2024 | Су-34                    | Мариновка, Волгоградська область            | —        | —       | —        | від атаки українських безпілотників було уражено територію військового аеродрому, та пошкоджено декілька Су-34          |
| 67 | 22.08.2024 | Су-34                    | Мариновка, Волгоградська область            | —        | —       | —        | від атаки українських безпілотників було уражено територію військового аеродрому, та пошкоджено декілька Су-34          |
| 68 | 24.09.2024 | Мі-8                     | не встановлено                              | —        | —       | —        | відомо про удар ракетами ATACMS по російській військовій базі та пошкодження щонайменше одного Мі-8                     |
| 69 | 24.12.2024 | Су-25                    | Донецька область                            | —        | —       | —        | російський Су-25 зіткнувся з розвідувальним дроном під час польоту                                                      |
| 70 | 31.12.2024 | Ка-27                    | не встановлено                              | —        | —       | —        | відомо про пошкоджений гелікоптер Ка-27                                                                                 |
|    |            |                          |                                             |          |         |          | |
| 71 | 31.01.2025 | Мі-8                     | не встановлено                              | —        | —       | —        | зафіксовано пошкоджений гелікоптер Мі-8                                                                                 |
| 72 | 05.02.2025 | Су-25СМ3                 | Сімферополь, АР Крим                        | —        | —       | —        | вантажівка протаранила штурмовик Су-25СМ3                                                                               |
| 73 | 19.03.2025 | гелікоптер               | Бєлгород, Бєлгородська область              | —        | —       | —        | ракетним ударом обстріляна стоянка гелікоптерів                                                                         |
| 74 | 19.03.2025 | гелікоптер               | Бєлгород, Бєлгородська область              | —        | —       | —        | ракетним ударом обстріляна стоянка гелікоптерів                                                                         |
| 75 | 19.03.2025 | гелікоптер               | Бєлгород, Бєлгородська область              | —        | —       | —        | ракетним ударом обстріляна стоянка гелікоптерів                                                                         |
| 76 | 22.03.2025 | Су-34                    | не встановлено                              | —        | —       | —        | літак приземлився без шасі і зазнав ушкоджень                                                                           |
| 77 | 27.06.2025 | Су-34                    | авіабаза «Мариновка», Волгоградська область | —        | —       | —        | українські дрони пошкодили на аеродромі Маринівка два винищувачі-бомбардувальники Су-34                                 |
| 78 | 27.06.2025 | Су-34                    | авіабаза «Мариновка», Волгоградська область | —        | —       | —        | українські дрони пошкодили на аеродромі Маринівка два винищувачі-бомбардувальники Су-34                                 |
| 79 | 30.06.2025 | Су-30                    | Саки, АР Крим                               | —        | —       | —        | відомо про пошкодження безпілотником літака Су-30                                                                       |

### Непідтверджені втрати
Всього: 14
| дата       | тип        | № | місце                          | на борту | загиблі | полонені | подробиці |
| ---------- | ---------- | - | ------------------------------ | -------- | ------- | -------- | --- |
| 28.04.2022 | Ансат-У    | — | Саратовська область            | —        | —       | —        | за непідтвердженими даними було знищено також і другий гелікоптер Ансат-У                                                              |
| 04.10.2022 | Су-25      | — | Гао, Малі                      | —        | 1       | —        | у авіакастрофі знищено Су-25 який міг належати ПВК «Вагнер», відомо про загиблого пілота росіянина                                     |
| 27.01.2023 | Іл-18      | — | авіабаза Аль-Хадім             | —        | —       | —        | не встановлено |
| 28.03.2023 | Су-35      | — | Запорізька область             | —        | —       | —        | за непідтвердженими даними було знищено російський винищувач Су-35                                                                     |
| 03.05.2023 | Ан-124     | — | Брянська область               | —        | —       | —        | за непідтвердженими даними було знищено літак Ан-124 у атаці БпЛА на аеродром                                                          |
| 13.05.2023 | гелікоптер | — | Брянська область               | —        | —       | —        | речник повітряних сил повідомив про ймовірний третій збитий гелікоптер під час атак 13 травня 2023                                     |
| 03.07.2023 | гелікоптер | — | Малі                           | —        | —       | —        | бойовиками Аль-Каїди було заявлено про збитий російський гелікоптер                                                                    |
| 08.07.2023 | Су-25      | — | не встановлено                 | —        | —       | —        | згідно опублікованої непідтвердженої інформації у російських ЗМІ                                                                       |
| 19.08.2023 | Ту-22М3    | — | Новгородська область           | —        | —       | —        | за непідтвердженими даними було знищено другий літак внаслідок атаки БпЛА                                                              |
| 23.09.2023 | Іл-76      | — | Гао, Малі                      | —        | —       | —        | у авіакатастрофі знищений Іл-76 який міг належати ПВК «Вагнер»                                                                         |
| 13.12.2023 | Іл-76      | — | Ель-Джуфра                     | —        | —       | —        | відомо про знищений Іл-76 на авіабазі Ель-Джуфра який міг належати ПВК «Вагнер»                                                        |
| 27.04.2024 | —          | — | Кущевська, Краснодарський край | —        | —       | —        | внаслідок атаки безпілотників на російський військовий аеродром, були зафіксовані сліди ймовірного ураження літаків                    |
| 06.05.2024 | L-39       | — | Менака, Малі                   | —        | 2       | —        | відомо про авіакатастрофу в Африканській країні у якій загинуло двоє російських військових льотчиків, країна-оператор літака не відома |
| ??.??.2025 | Ту-22М3    | — | Шайківка, Калузька область     | —        | —       | —        | дрон зміг уразити російський стратегічний бомбардувальник Ту-22М3 одразу після посадки                                                 |
| 06.06.2025 | Мі-8       | — | Брянськ, Брянська область      | —        | —       | —        | удар по аеропорту «Брянськ» ймовірно знищив два гелікоптери                                                                            |
| 06.06.2025 | Мі-35      | — | Брянськ, Брянська область      | —        | —       | —        | удар по аеропорту «Брянськ» ймовірно знищив два гелікоптери                                                                            |
| 14.06.2025 | Су-24      | — | Гао, Малі                      | —        | —       | —        | у Малі розбився бойовий літак, який міг належати РФ                                                                                    |

### Військові пілоти та члени екіпажу ліквідовані за невстановлених обставин
- 24.02.2022 був ліквідований командир вертолітної ланки 18 браа майор Рибаков Ілля Олександрович[606]
- 25.05.2023 був ліквідований заступник командира вертолітної ланки 487 овп майора Поляков Євгеній Олександрович[607]
- 12.09.2023 стало відомо про ліквідацію штурмана Ка-52, старшого лейтенанта Нігаматулліна Владислава Рафаіловича[608]
- 01/02.10.2023 був ліквідований штурман Ка-52, старший лейтенант Севастьянов Ілля Сергійович[609]
- 20.12.2023 у Харківській області був ліквідований капітан повітряних сил Беспалов Олексій Олегович[610]

### Інше
9 грудня 2023 року стало відомо що у Воронежі знешкодили російського пілота. 13 грудня того ж року стало відомо про загиблих у ДТП на окупованій території російських авіаторів. 3 лютого 2024 року в Енгельсі розстріляли командира екіпажу стратегічного бомбардувальника Ту-95 ― майора Олега Стегачова.
Станом на 10 листопада 2023 року відомо про щонайменше 197 загиблих пілотів.
5 червня 2024 року у РФ повідомили про затримання колишнього військового льотчика, який допомагав українській стороні. Колишній військовий льотчик мав збирати інформацію про аеропорти, які розташовані в Московській та Калузькій області. 21 жовтня того ж року на заході Судану збили Іл-76Т з російським екіпажем.

## БпЛА і ракети
Згідно з Oryxspioenkop на 20 березня 2025 року зафіксовано 593 збитих російських БпЛА оперативно-тактичного рівня.
Згідно з Warspotting на 20 березня 2025 року зафіксовано 592 збитих російських БпЛА оперативно-тактичного рівня.
Згідно даних Генерального штабу Збройних сил України про втрати ворога, на 1 серпня 2025 року відомо про 3 551 збиту крилату ракету та 49 057 збитих БпЛА оперативно-тактичного рівня.

## Заявлені ураження авіації Генштабом ЗСУ
За повідомленням Генерального штабу ЗСУ, на ранок 1 серпня 2025 року бойові втрати противника склали 421 літак та 340 гелікоптерів.
- за п'ять днів лютого 2022 Генштаб ЗСУ заявив про 29 ворожих літаків та 29 гелікоптерів які було знищено чи пошкоджено[620]
- у березні 2022 було заявлено про ураження 114 ворожих літаків та 102 гелікоптерів, також щонайменше 13 гелікоптерів були знищені 7 та 15 березня 2022 під час ракетного обстрілу у Чорнобаївці[620][621][622][623][624]
- у квітні 2022 було заявлено про ураження 49 ворожих літаків та 24 гелікоптерів[621][625]
- у травні 2022 було заявлено про ураження 16 ворожих літаків та 20 гелікоптерів[625][626]
- у червні 2022 було заявлено про ураження 9 ворожих літаків та 11 гелікоптерів[626][627]
- у липні 2022 було заявлено про ураження 6 ворожих літаків та 4 гелікоптерів[627][628]
- у серпні 2022 було заявлено про ураження 11 ворожих літаків та 15 гелікоптерів, також щонайменше 11 літаків були знищені внаслідок удару ЗСУ по аеродрому Новофедорівка 9 серпня 2022[204][205][206][628][629]
- у вересні 2022 було заявлено про ураження 30 ворожих літаків та 21 гелікоптера[629][630]
- у жовтні 2022 було заявлено про ураження 12 ворожих літаків та 31 гелікоптера[630][631]
- у листопаді 2022 було заявлено про ураження 4 ворожих літаків та 4 гелікоптерів[631][632]
- у грудні 2022 було заявлено про ураження 3 ворожих літаків та 8 гелікоптерів[632][633]
- у січні 2023 було заявлено про ураження 10 ворожих літаків та 15 гелікоптерів[633][634]
- у лютому 2023 було заявлено про ураження 7 ворожих літаків та 4 гелікоптерів[634][635]
- у березні 2023 було заявлено про ураження 6 ворожих літаків та 3 гелікоптерів[635][636]
- у квітні 2023 було заявлено про ураження 2 ворожих літаків та 3 гелікоптерів[636][637]
- у травні 2023 було заявлено про ураження 5 ворожих літаків та 4 гелікоптерів[637][638]
- у червні 2023 було заявлено про ураження 2 ворожих літаків та 10 гелікоптерів[638][639]
- у липні 2023 було заявлено про ураження 3 ворожих гелікоптерів[639][640]
- у серпні 2023 було заявлено про ураження 5 ворожих гелікоптерів[640][641]
- у вересні 2023 було заявлено про ураження 1 ворожого літака[641][642]
- у жовтні 2023 було заявлено про ураження 6 ворожих літаків та 8 гелікоптерів, також щонайменше 9 гелікоптерів було знищено ударами по аеродромах Бердянська та Луганська 17 жовтня 2023[642][643][386][387][388]
- у листопаді 2023 було заявлено про ураження 1 ворожого літака[643][644]
- у грудні 2023 було заявлено про ураження 6 ворожих літаків[644][645]
- у січні 2024 було заявлено про ураження 3 ворожих літаків[645][646]
- у лютому 2024 було заявлено про ураження 13 ворожих літаків та 1 гелікоптера[646][647]
- у березні 2024 було заявлено про ураження 2 ворожих літаків[647][648]
- у квітні 2024 було заявлено про ураження 1 ворожого літака[648][649]
- у травні 2024 було заявлено про ураження 9 ворожих літаків та 1 гелікоптера[649][650]
- у червні 2024 було заявлено про ураження 3 ворожих літаків[650][651]
- у липні 2024 було заявлено про ураження 3 ворожих літаків[651][652]
- у серпні 2024 було заявлено про ураження 5 ворожих літаків та 2 гелікоптерів[652][653]
- у вересні 2024 було заявлено про ураження 1 ворожого літака[653][654]
- у жовтні 2024 було заявлено про ураження 1 ворожого гелікоптера[654][655]
- у листопаді 2024 не було заявлено про ураження літаків чи гелікоптерів[655][656]
- у грудні 2024 було заявлено про ураження 1 ворожого гелікоптера[656][657]
- у січні 2025 було заявлено про ураження 1 ворожого гелікоптера[657][658]
- у лютому 2025 було заявлено про ураження 1 ворожого літака[658][659]
- у березні 2025 було заявлено про ураження 4 ворожих гелікоптерів[659][660]
- у квітні 2025 не було заявлено про ураження літаків чи гелікоптерів[660][661]
- у травні 2025 було заявлено про ураження 2 ворожих літаків та 1 гелікоптера[661][662]
- у червні 2025 було заявлено про ураження 48 ворожих літаків та 4 гелікоптерів (в тому числі знищені в ході операції «Павутина»)[662][663]
- у липні 2025 було заявлено про ураження 1 ворожого літака[663][619]